# Luna Papa
Vous lisez un « article de qualité » labellisé en 2018.
Pour plus de détails, voir Fiche technique et Distribution.
Luna Papa (Lunnyy papa, en cyrillique Лунный папа) est un film réalisé par le cinéaste tadjik Bakhtiar Khudojnazarov, sorti en 1999. Il a été coproduit par des sociétés basées dans au moins sept pays différents : Allemagne, Autriche, France, Japon, Russie, Suisse et Tadjikistan. Malgré un financement majoritairement européen — incluant également des fonds du Conseil de l'Europe — et la participation secondaire de sociétés tadjikes, le réalisateur considère que son film est avant tout « centre-asiatique ». Ce long métrage peut d'ailleurs, parmi l'ensemble du cinéma d'Asie centrale, être considéré comme l'un des films les plus connus internationalement.
Le scénario, fruit de la collaboration entre le réalisateur et le cinéaste géorgien Irakli Kvirikadze, réunit des influences variées. L'histoire est contée par un fœtus, qui narre les aventures de sa mère, laquelle part à la recherche du géniteur inconnu avec l'aide de son père et de son frère. Le titre fait référence au point de départ de l'histoire : la relation furtive entre l'héroïne et l'inconnu lors d'une nuit de pleine lune.
Au sein d'une distribution très internationale, les rôles principaux sont joués par la Russe Chulpan Khamatova, que ce film a contribué à révéler, l'Allemand Moritz Bleibtreu et le Tadjik Ato Mukhamedshanov, dont c'est le dernier film. Le tournage s'est essentiellement déroulé au Tadjikistan, dans des conditions souvent difficiles.
Avant et pendant son exploitation en salles, Luna Papa a été présenté dans de nombreux festivals internationaux, notamment à la Mostra de Venise où il a été projeté pour la première fois, dans une section non compétitive, après avoir été pressenti pour être dans la compétition officielle. Le film a été récompensé à plusieurs reprises, remportant notamment la Montgolfière d'or à Nantes, le Prix Nika du meilleur réalisateur ou encore le prix de la meilleure contribution artistique à Tokyo.

## Synopsis

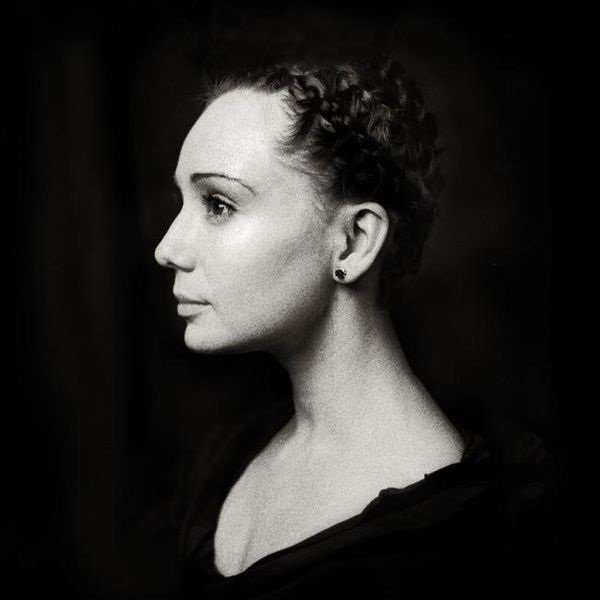
Chulpan Khamatova (ici en 2008), interprète de Mamlakat, l'héroïne du film.

À Far-Khor (Фархор en cyrillique), petite ville imaginaire d'Asie centrale située sur la rive d'un lac, la voix off d'un fœtus, Khabibula, propose de raconter l'histoire de sa conception.
Mamlakat Bekmaroudova, une jeune femme de dix-sept ans,,, vit avec son père, Safar, qui est vétérinaire et éleveur de lapins, et son frère, Nasreddin, qui est mentalement diminué depuis qu'il a sauté sur une mine lors de son service militaire effectué durant la guerre d'Afghanistan. Mamlakat travaille dans un petit restaurant avec son amie Zube mais, comme elle l'annonce en se recueillant sur la tombe de sa mère, elle rêve de devenir comédienne. Tout comme Zube, elle admire le comédien Rudolf Pirumov, ainsi que Tom Cruise (qu'elle prononce « Top Cruise »).
Un soir de pleine lune, après avoir accompagné son père et son frère à Kourgan, Mamlakat arrive en retard pour la représentation d'une pièce de Shakespeare par une troupe ambulante, à laquelle elle voulait absolument assister. Déçue, elle erre dans les alentours, récitant des répliques de théâtre dans l'obscurité d'un bois, où elle est soudainement abordée par un homme, qu'elle entend mais ne voit pas. Naïve, et flattée par les compliments que celui-ci lui fait au sujet de ses qualités de jeu, elle croit l'inconnu lorsqu'il prétend être l'un des comédiens de la troupe et connaître intimement Tom Cruise (lui aussi prononçant mal son prénom : « Tok »). Elle ne résiste pas à ses avances pourtant forcées et ils ont une relation sexuelle furtive dans les bois, puis elle s'endort et l'homme disparaît sans que Mamlakat n'ait pu voir son visage ni connaître son identité.
Après avoir mis Zube dans la confidence, Mamlakat essaie en vain de rattraper les comédiens avant qu'ils ne s'envolent. Elle continue alors ses habitudes, participant notamment, avec Zube, à une troupe de danse et de chant qui lui permet de se produire sur scène dans la région. Après avoir fait un malaise lors d'une représentation, la jeune femme comprend qu'elle est enceinte. Mamlakat consulte alors un gynécologue afin de se faire avorter mais le médecin décède avant de l'opérer, victime d'une balle perdue lors d'un règlement de comptes qui a lieu devant son cabinet. Elle se décide alors à annoncer la nouvelle à son père, qui réagit d'abord très mal, puis impose à sa fille de se lancer à la recherche du père de son enfant. Ensemble, Mamlakat, Safar et Nasreddin écument les théâtres du pays, à bord d'une GAZ Volga 22 transformée en pick-up, pour retrouver les acteurs qui se sont produits à Far-Khor et tenter d'identifier le père biologique du futur enfant.

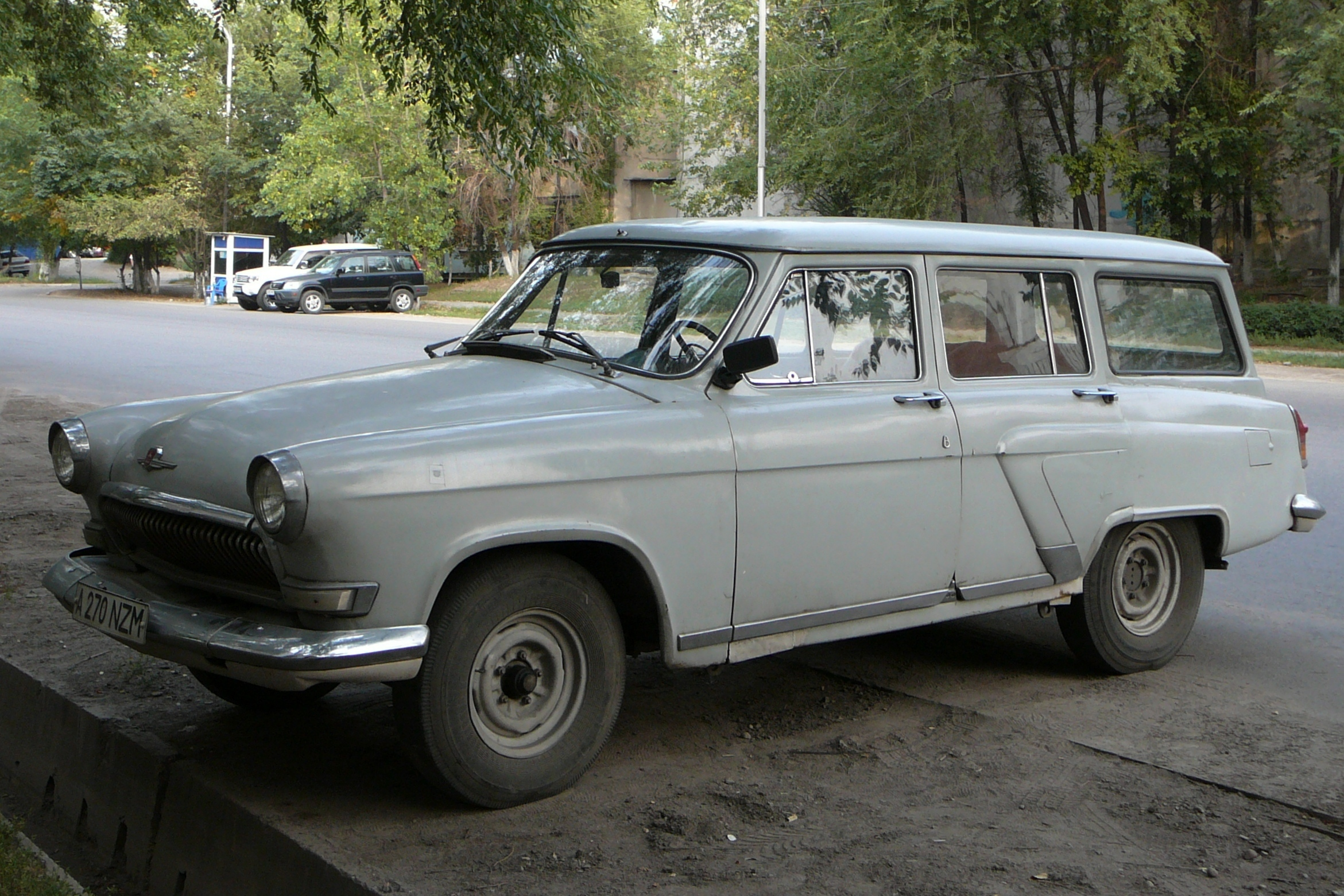
Un break GAZ Volga 22, du même type que celui utilisé par Safar dans le film.

Durant leur périple, leur voiture tombe en panne et, alors que Safar essaie de la réparer, il envoie Mamlakat chercher de l'aspirine. Elle se dirige vers un village proche, où des médecins encouragent les habitants à donner leur sang contre une petite rétribution. Mamlakat se porte volontaire et l'un des médecins, Alik, lui fait la cour. Mais comme l'achat de sang est illégal, une voiture de police arrive, ce qui oblige Alik et ses acolytes à s'enfuir précipitamment avec leur ambulance alors que Mamlakat est encore à bord. Safar, qui a réparé la voiture, intervient dans la course-poursuite et parvient à neutraliser le véhicule de police. Alik fait ensuite descendre Mamlakat et lui donne un peu d'argent pour remercier son père.
Mamlakat et sa famille s'arrêtent ensuite à côté d'un petit avion qui a été contraint de se poser à cause d'une pénurie de fuel. Le pilote, Yassir, reconnaît Mamlakat, l'ayant vue lors d'une de ses performances avec la troupe de danse. Soudainement, Nasreddin embrasse joyeusement l'homme en criant « Acteur ! » mais Mamlakat le retient en lui expliquant qu'il s'agit d'un pilote, et Safar dépanne ce dernier en lui donnant un bidon d'essence. Ils entrent ensuite dans un autre théâtre, où se produit la tragédie Œdipe roi. Mais Mamlakat affirme que Javadov, l'acteur qu'ils venaient alors voir, n'est pas celui avec qui elle a couché.

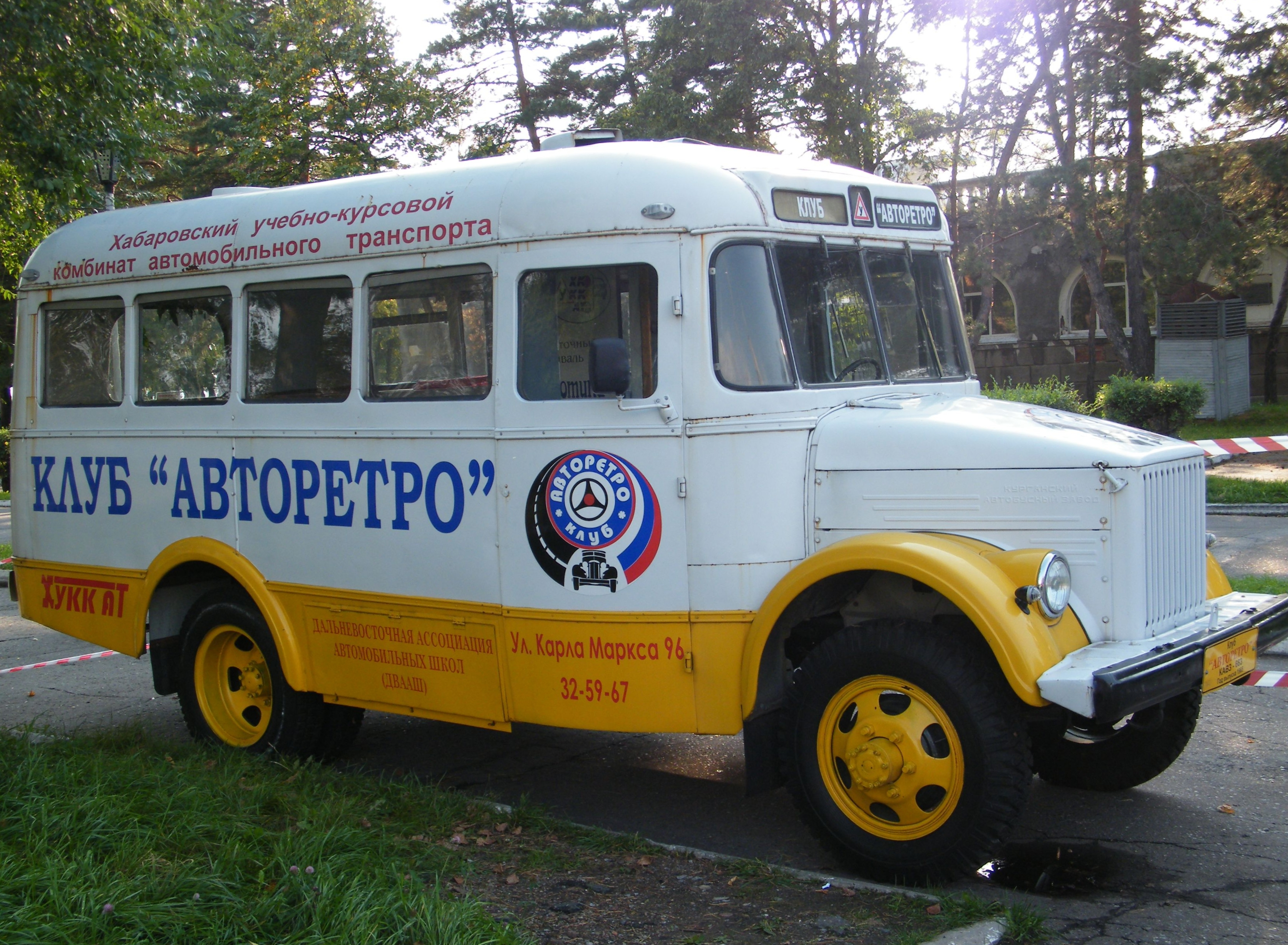
Un KAvZ 663, de la marque GAZ, modèle proche du KAvZ 651 utilisé dans le film pour l'ambulance d'Alik.

Bredouilles, ils reviennent ensuite à Far-Khor, où Mamlakat poursuit sa grossesse malgré la pression sociale de plus en plus forte dans une société qui ne tolère pas les mères célibataires. Les actes de stigmatisation et les insultes se multiplient, par exemple lorsque les habitants refusent de se trouver aux côtés de Mamlakat sur une barge qui traverse le lac. Désespérée, Mamlakat va voir une vieille femme pour procéder à un avortement tardif à l'aide de techniques non conventionnelles. Mais Safar vient interrompre le processus de la « sorcière », sauvant ainsi sa fille et le futur enfant. Il lui annonce alors qu'il n'a que faire des réactions des habitants et estime qu'il convient juste trouver le père de l'enfant. Avec l'aide de Nasreddin, il décide de kidnapper un chanteur, Ali Khamrayev. En colère, Mamlakat leur reproche de ne rien connaître à l'art et de ne pas respecter les artistes.
Un matin, la jeune femme s'enfuit à bord d'un train, où elle retrouve par hasard Alik, qui s'avère être un escroc et non un médecin. Il est en effet pourchassé et tabassé par plusieurs hommes pour une histoire d'argent parié aux cartes. Mamlakat intervient en affirmant qu'Alik est son mari et le père de son enfant. Les malfaiteurs décident alors de balancer Alik hors du train en marche, puis Mamlakat en descend à son tour après en avoir demandé l'arrêt. Considérant que Mamlakat lui a sauvé la vie, Alik est encore plus attiré par la jeune femme et se déclare prêt à assumer le rôle de père auprès de l'enfant qu'il n'a pas conçu. Mamlakat présente ensuite Alik à son père, en lui affirmant qu'il s'agit de l'acteur recherché. Safar commence par le frapper avant de l'accueillir gentiment, tout en lui ordonnant d'arrêter sa carrière d'acteur, exigence qu'Alik accepte évidemment sans problème. Tout semble s'arranger mais lors de leur mariage, au moment où ils sont à bord d'une barge, un bovin tombe d'un avion et provoque un naufrage dans lequel Alik et Safar meurent.

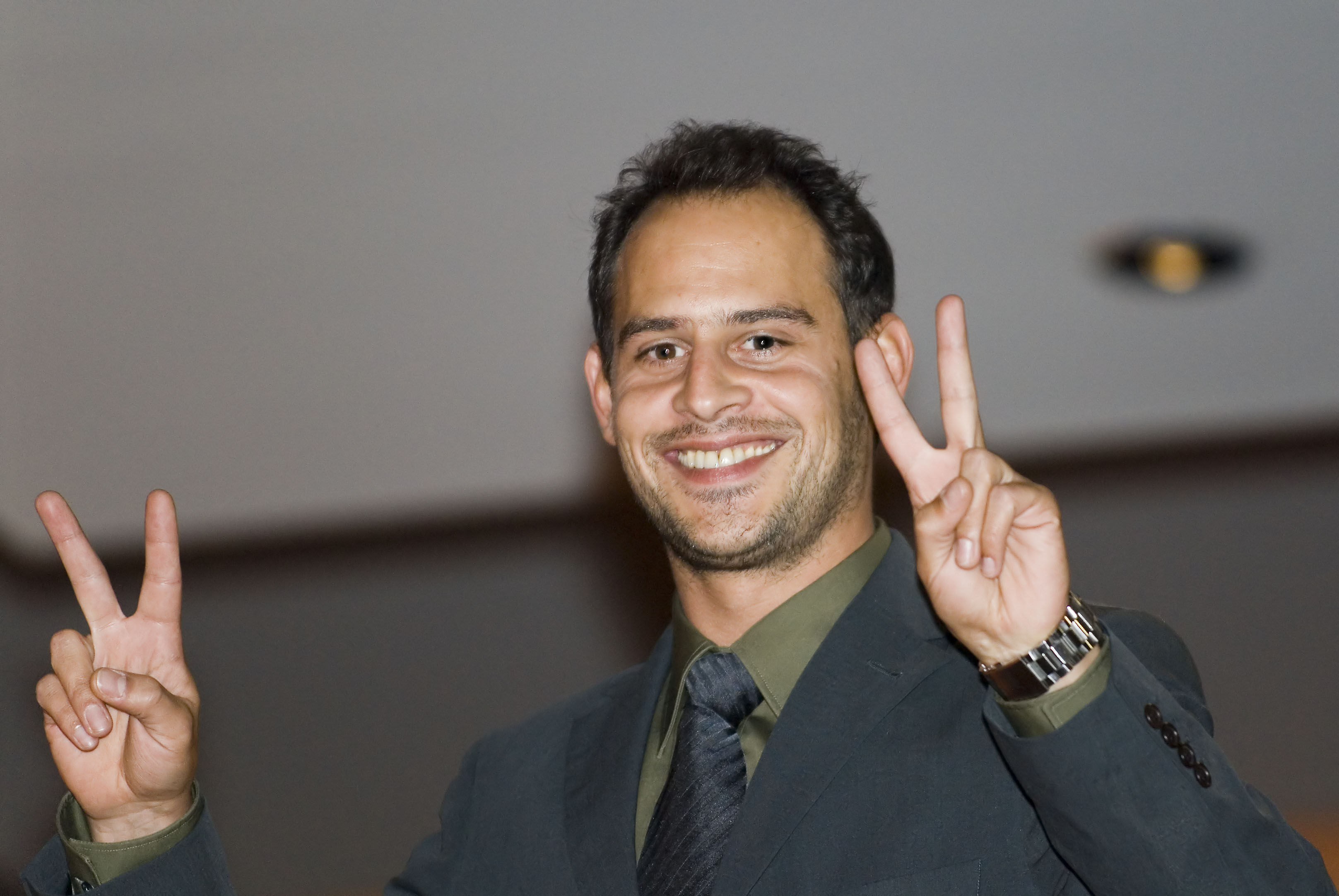
La production, en grande partie allemande, a proposé l'acteur allemand Moritz Bleibtreu (ici au festival de Berlin en 2007) pour le rôle de Nasreddin.

Plus tard, Yassir atterrit à Far-Khor. Le pilote est un homme malhonnête, qui semble multiplier les conquêtes et qui organise parfois des trafics d'animaux kidnappés dans des troupeaux qu'il survole à basse altitude. Avec son copilote, Yassir s'installent dans le restaurant dont s'occupent Mamlakat et Zube. Il raconte alors l'une de leurs récentes mésaventures : un taureau hors de contrôle avait dû être jeté de l'avion. Comprenant qu'il s'agit de l'animal qui a tué son père et Alik, Mamlakat jette à terre le plat qu'elle s'apprêtait à servir et sort en courant. Ne pouvant pas comprendre la réaction de Mamlakat, Yassir semble toutefois troublé et il part la rejoindre. Mamlakat met sa maison sens dessus dessous en cherchant quelque chose, ne se retournant pas lorsque Yassir arrive. Il lui annonce alors qu'il est le soi-disant acteur avec qui elle a eu une aventure dans les bois (répétant pour preuve sa réplique à propos de « Tok » Cruise) et il croit que Mamlakat réagit ainsi parce qu'elle est vexée qu'il ne l'ait pas reconnue plus tôt. La jeune femme comprend donc qu'il s'agit du père biologique de son enfant mais elle reste sur son intention de départ et, ayant retrouvé le pistolet de son père, elle tire plusieurs fois en direction de Yassir. Ce dernier lui promet de se marier avec elle, mais cela ne calme pas la jeune femme. Face à la colère de Mamlakat, et celle de Nasreddin qui est arrivé entre-temps, Yassir a tellement peur qu'il tombe soudainement dans une sorte de coma profond.
Mamlakat et Nasreddin s'occupent ensuite de Yassir, tout en se demandant comment se débarrasser de lui. Mais ils font à nouveau face à l'animosité des habitants, qui n'acceptent pas une telle situation. Certains ordonnent explicitement à Mamlakat de se marier avec Yassir, mais elle refuse en arguant qu'elle ne l'aime pas. La foule harcèle et poursuit alors la jeune femme à travers la ville. Nasreddin demande à sa sœur de se réfugier sur le toit de la maison familiale et actionne un mécanisme qui permet à la toiture de s'envoler, mue par les deux ventilateurs du plafond de la maison. Mamlakat, qui est toujours enceinte, survole Far-Khor puis le lac, alors que la voix de Khabibula clôt l'histoire en racontant que son oncle Nasreddin est resté chez lui pour combattre le mal et qu'il est temps pour lui-même de naître. Un texte s'affiche pour conclure : « Happy birthday ».

## Fiche technique
- Titre international : Luna Papa[n 9]
- Titre russe : Лунный папа[n 9] (Lunnyy papa)

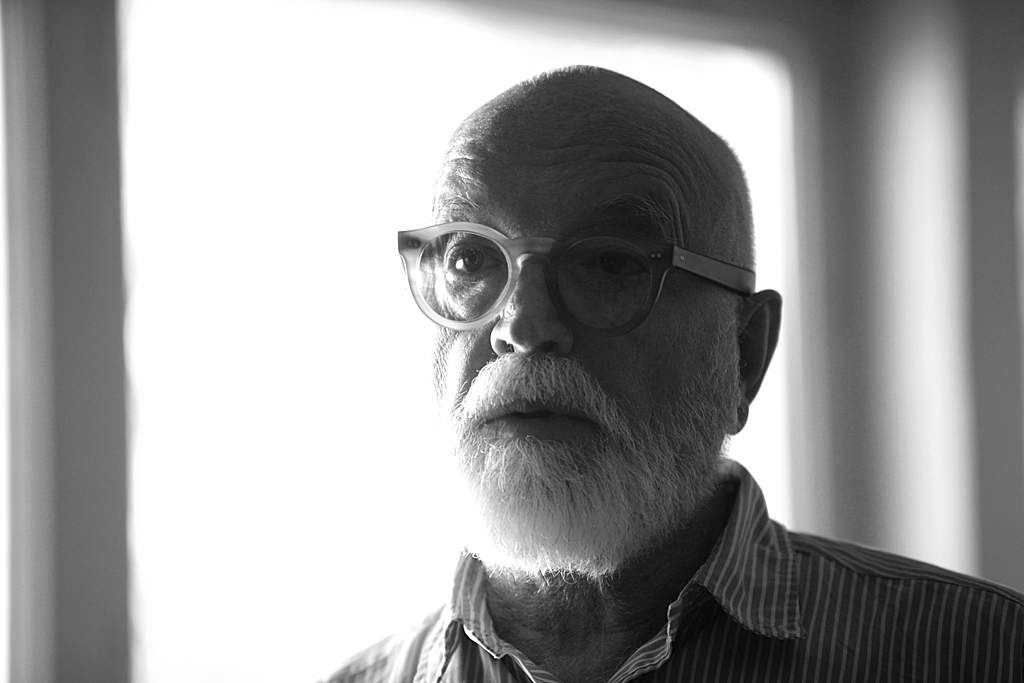
Le Géorgien Irakli Kvirikadze (ici en 2011), coscénariste du film.

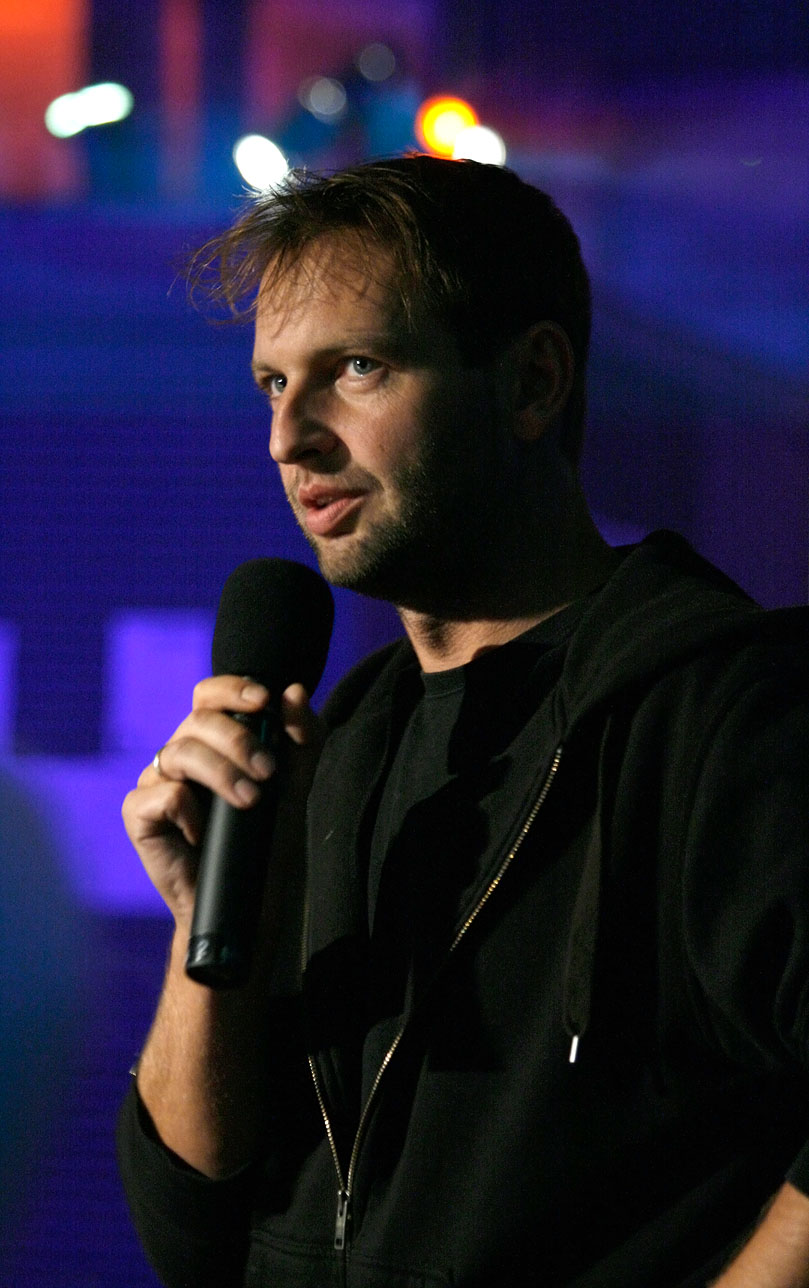
L'Autrichien Martin Gschlacht (ici en 2009) est l'un des quatre chefs opérateurs à s'être occupé de la photographie sur ce film.

- Réalisation : Bakhtiar Khudojnazarov
- Scénario : Bakhtiar Khudojnazarov et Irakli Kvirikadze
- Musique originale : Daler Nazarov
- Direction artistique : Negmat Jouraiev
- Photographie : Martin Gschlacht, Dušan Joksimović, Rostislav Pirumov et Rali Raltschev
- Montage : Evi Romen et Kirk von Heflin
- Son : Roustam Akhadov
- Costumes : Zebo Nasirova
- Production : Philippe Avril, Karl Baumgartner, Thomas Koerfer, Heinz Stussak et Igor Tolstounov
  - Coproduction : Christoph Friedel, Kenzō Horikoshi, Christa Saredi et Jan Schütte
  - Production associée : Ievgueni Gindilis, Raimond Goebel et Michael Seeber
  - Production exécutive : Sergey Kozlov
- Sociétés de production par origine[11] :
  -  Allemagne : Pandora Film[12] (coproduction), ZDF/Arte[12] (production associée), Novoskop Film[12] (production associée), Hessische Filmförderung Filmförderunganstalt[12] (participation), Filmboard Berlin-Brandenburg[12] (participation), Filmförderungsanstalt[12] (participation)
  -  Autriche : Prisma Film[12] (coproduction), Österreichisches Filminstituwiener Filmfinanzierungsfonds[12] (participation), Wiener Filmfinanzierungsfonds (de)[12] (participation)
  -  France : Les Films de l'Observatoire[12] (coproduction), CNC (participation), Communauté urbaine de Strasbourg[12] (participation), Fonds Sud Cinéma[13] (participation)
  -  Japon : Eurospace[14] (coproduction)
  -  Ouzbékistan : Lona Studio (participation incertaine[n 1])
  -  Russie : NTV-Profit[12] (coproduction)
  -  Suisse : Thomas Koerfer Film AG[12] (coproduction), Frenetic Film[12] (production associée), Fernsehen DRS[15] (production associée), Office fédéral de la culture (participation), Fondation Montecinemaverità[12] (participation)
  -  Tadjikistan : Tajik Filmstudio[17] (coproduction), VISS[15] (coproduction)
  - Conseil de l'Europe : Eurimages[18] (participation)
- Sociétés de distribution : Arthaus Filmverleih[n 10] (Allemagne), Filmladen (Autriche)[19], Frenetic Films (Suisse)[20],[21], Océan Films (France)[19]
- Budget : 1 500 000 $[22], 2 500 000 $[23] ou 3 000 000 $[24] selon les sources
- Langues originales : russe et plus secondairement tadjik[25],[26] et ouzbek[26],[n 11]
- Genre : comédie dramatique
- Format : couleurs - 35 mm - 1,66:1 - Dolby Digital/Dolby SRD[12]
- Durée : 107 ou 109 minutes (métrage : 2 967 mètres[27] ou 2 989 mètres[20]) selon les sources
- Dates de sortie :
  - Italie : 8 septembre 1999 (Mostra de Venise), 10 mars 2000 (sortie nationale)
  - Canada : 17 septembre 1999 (Festival de Toronto)
  - Tadjikistan : 21 octobre 1999 (première à Douchanbé)[28],[29] ; octobre 2001 (Festival du film sur les droits de l'Homme)[n 12]
  - Japon : 5 novembre 1999 (Festival de Tokyo), 29 juillet 2000 (sortie limitée : Tokyo)
  - Grèce : 13 novembre 1999 (Festival de Thessalonique), 29 septembre 2000 (sortie nationale)
  - France : novembre 1999 (Festival de Nantes) ; 3 mai 2000 (sortie nationale)
  - États-Unis : 21 janvier 2000 (Festival de Sundance), 12 janvier 2001[31] (sortie limitée), 25 juillet 2003 (sortie limitée : Los Angeles)
  - Russie : 31 mars 2000 (sortie nationale) ; 23 juillet 2000 (première diffusion télévisuelle sur NTV+)[28]
  - Suisse : 3 mai 2000[20] (Suisse romande), 15 juin 2000 (Suisse alémanique)
  - Belgique : 28 juin 2000
  - Allemagne : 27 juillet 2000
  - Autriche : 7 septembre 2000[19]
- Dates de sortie en DVD :
  - Zone 2 (Allemagne) : 13 février 2001 à la location[32], 3 avril 2001 à l'achat[33], édité par Arthaus[32],[n 10]
  - Zone 1 (Canada/États-Unis) : 29 avril 2003, édité par Alliance[34],[n 13]
  - Zone 2 (France) : 5 février 2004[35], édité par Océan Films[35],[36], distribué par Paramount Home Entertainment France[35]
  - Zone 2 (Japon) : 2 mars 2005[37], distribué par Columbia Music Entertainment

## Distribution

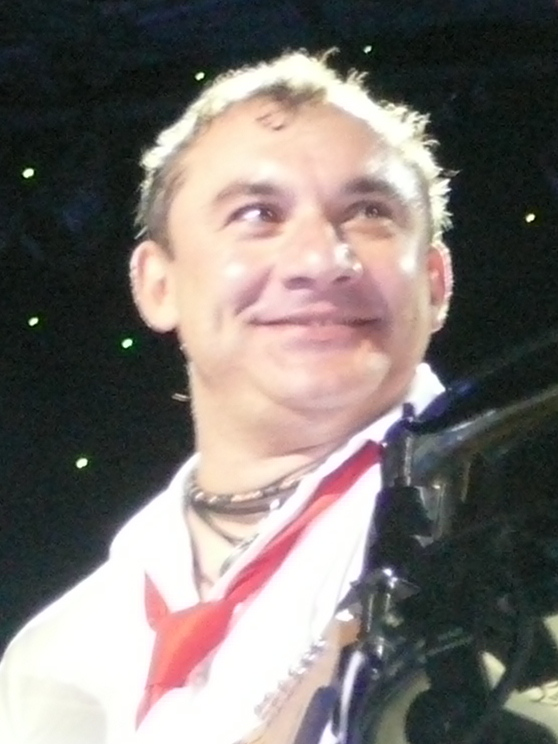
Nikolaï Fomenko (ici lors d'un concert en 2007), interprète de Yassir, le père tant recherché par Mamlakat et sa famille.

- Chulpan Khamatova : Mamlakat Bekmaroudova (en russe : Мамлакат Бигмурадова[38])
- Moritz Bleibtreu : Nasreddin Bekmaroudov (en russe : Насреддин Бигмурадов), le frère de Mamlakat
- Ato Mukhamedshanov : Safar Bekmaroudov (en russe : Сафар Бигмурадов), le père de Mamlakat et Nasreddin
- Merab Ninidze : Alik, ou Alimzhan (en russe : Алик, ou Алимжан)
- Polina Raïkina : Khabibula (voix) (en russe  Хабибулла)
- Nikolaï Fomenko : Yassir (en russe : Ясир), le pilote d'avion
- Lola Mirzorakhimova : Zube (en russe : Зубе), l'amie de Mamlakat
- Sherali Abdulkajsov : Akbar (en russe : Акбар)
- Dinmukhamet Akhimov : le gynécologue
- Azalbek Nazriyev : Alisher Khamrayev (en russe : Алишер Хамраев), le chanteur kidnappé par Safar et Nasreddin
- Allovuddin Abdullaev : Abu Pirumov (en russe : Абу Пирумов), le second pilote
- Dzhami Khodzhayev : l'homme en noir
- Isomiddin Karimov	 : Tolib (en russe : Толиб), le directeur du club
- Aziz Nizomidinov : Selim (en russe : Селим), le complice d'Alik
- Obid Nazarov : le comédien incarnant Œdipe (en russe : Эдип) dans la représentation d'Œdipe roi de Sophocle
- Nigina Akhmedova : la comédienne incarnant Jocaste (en russe : Иокаста) dans la représentation d'Œdipe roi de Sophocle
- Zamira Yuldasheva : la comédienne incarnant Desdémone (en russe : Дездемона) dans la représentation d'Othello de William Shakespeare

## Production

### Genèse et écriture du scénario

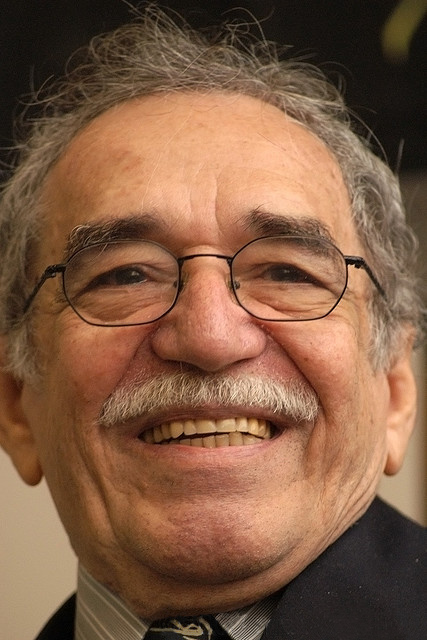
García Márquez (ici en 2002), influence revendiquée par Khudojnazarov.

En 1993, Bakhtiar Khudojnazarov reçoit le Lion d'argent lors de la 50e Mostra de Venise pour son film On est quitte (Kosh ba kosh), ce qui lui permet d'espérer plus de financements de producteurs occidentaux, donc un budget suffisant pour réaliser un projet de plus grande ampleur.
Selon les sources, Irakli Kvirikadze donne des récits contradictoires sur les origines du film. Selon une de ses versions, il développe, avec son ami Khudojnazarov, un projet commun, un scénario intitulé Le Divan Est-Ouest (Восточно-западный диван), avant que les deux ne se retrouvent par hasard avec le producteur Karl Baumgartner dans un café de Berlin. Ce dernier, qui a subi un échec financier avec la production ambitieuse d'Underground, aurait alors demandé aux deux hommes de lui proposer un projet financièrement plus abordable que le film de Emir Kusturica. Khudojnazarov et Kvirikadze lui auraient soumis leur projet Le Divan Est-Ouest mais, ce projet restant trop coûteux pour Baumgartner, les deux scénaristes auraient réfléchi à une autre idée. Dans une autre version, Kvirikadze explique que Baumgartner l'aurait appelé en lui demandant s'il serait intéressé d'écrire avec Khudojnazarov un scénario qui se déroule au Tadjikistan. Le producteur allemand aurait alors suggéré de créer « quelque chose de facile, amusant et peu coûteux »,.

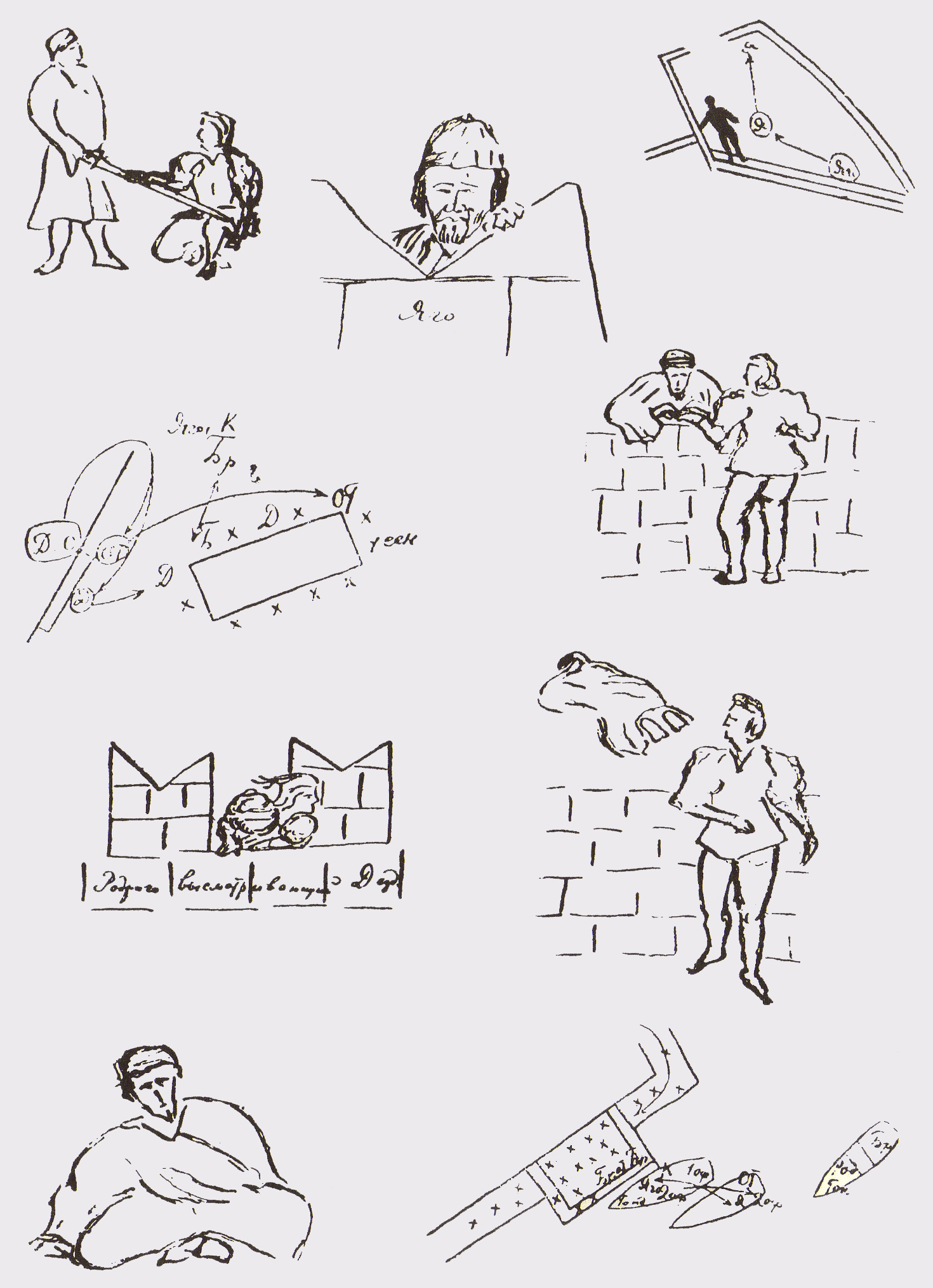
Dans le film, Mamlakat assiste notamment à une représentation dOthello, tragédie de Shakespeare souvent adaptée en russe, comme en 1938 par le metteur en scène Constantin Stanislavski, dont on voit ici les croquis de préparation.

Au départ, comme il ne connaît rien au Tadjikistan, Kvirikadze ne sait pas quoi écrire sur ce pays. Ayant l'habitude de noter diverses histoires vraies dans un cahier, il retrouve une histoire géorgienne qu'il avait oubliée : la fille d'un policier, qui avait assisté à une représentation d'Othello, s'était laissée séduire par un comédien sur le chemin du retour et était tombée enceinte de lui sans connaître l'identité du géniteur, puis son père l'avait obligé à assister à diverses représentations à travers le pays pour retrouver l'acteur en question. Kvirikadze se rend compte que cette histoire a quelque chose d'universel et il écrit rapidement une première ébauche de synopsis, puis la propose dès le lendemain à Khudojnazarov et Baumgartner qui se disent enthousiastes. Kvirikadze et Khudojnazarov réfléchissent longtemps au scénario avant de décider de faire un film « dédié à [leurs] mères », alors que celle de Kvirikadze vient de mourir. Les deux scénaristes se donnent alors pour objectif d'écrire « une comédie, pleine d'humour, d'ironie, et de poésie ».
Comme dans tous ses scripts, Kvirikadze incorpore des éléments de sa culture d'origine. Le scénario s'inspire de plusieurs histoires d'enfance de Kvirikadze, dont un conte traditionnel géorgien, mais aussi du vécu personnel de Khudojnazarov. Le scénario s'appuie aussi sur des histoires vraies, comme celle de pilotes d'Asie centrale qui avaient volé un taureau puis avaient été contraints de s'en débarrasser en plein vol, la chute de l'animal causant le naufrage d'un bateau de pêche dont seule une passagère, enceinte, avait survécu,. Khudojnazarov dit apprécier ce « genre d'histoire bien tordue et loufoque [...] parce que la logique, en revanche, [lui] semble trop sèche, sans sel ». Khudojnazarov dit avoir également puisé une partie de son inspiration dans la littérature de Luigi Pirandello et de Gabriel García Márquez et évoque aussi deux tragédiens très joués en Asie centrale : William Shakespeare et Sophocle. Le réalisateur admet aussi être influencé par les réalisateurs Federico Fellini et Luis Buñuel, mais aussi par Marc Chagall, dont il cite les peintures de mariés volants. De façon générale, le réalisateur explique qu'il a tendance à chercher des inspirations différentes pour chaque élément, comparant sa technique à la façon dont on recherche une idée nouvelle en prenant différents livres dans une bibliothèque. D'après Kvirikadze, les deux hommes éprouvent des difficultés à clore leur histoire et écrivent une douzaine de dénouements possibles.
Pour financer Luna Papa, un grand nombre de sociétés et organismes, provenant de sept pays différents, participent à la production. Certaines sociétés, comme Pandora, Eurospace et VISS, ont déjà coproduit On est quitte. Lorsque le scénario lui est proposé, Igor Tolstounov ne comprend pas très bien l'histoire mais il accepte que sa société NTV-Profit participe à la production car il est séduit par les côtés « amusant », « fou », « lumineux » et « audacieux » du projet,. Si Pandora et NTV sont les sociétés les plus impliquées, le film bénéficie également de subventions de plusieurs fonds publics tels que le fonds européen Eurimages, qui accorde une aide de 182 939 €, des subventions nationales, comme celles du CNC et du Fonds Sud Cinéma de l'Institut français, et également des aides plus locales comme celles du Hessische Filmförderung ou de la Communauté urbaine de Strasbourg. Soulignant le « nombre record » de partenaires, le critique allemand Hans-Günther Dicks qualifie cette situation de « pudding européen voire mondial »,.

### Choix des interprètes

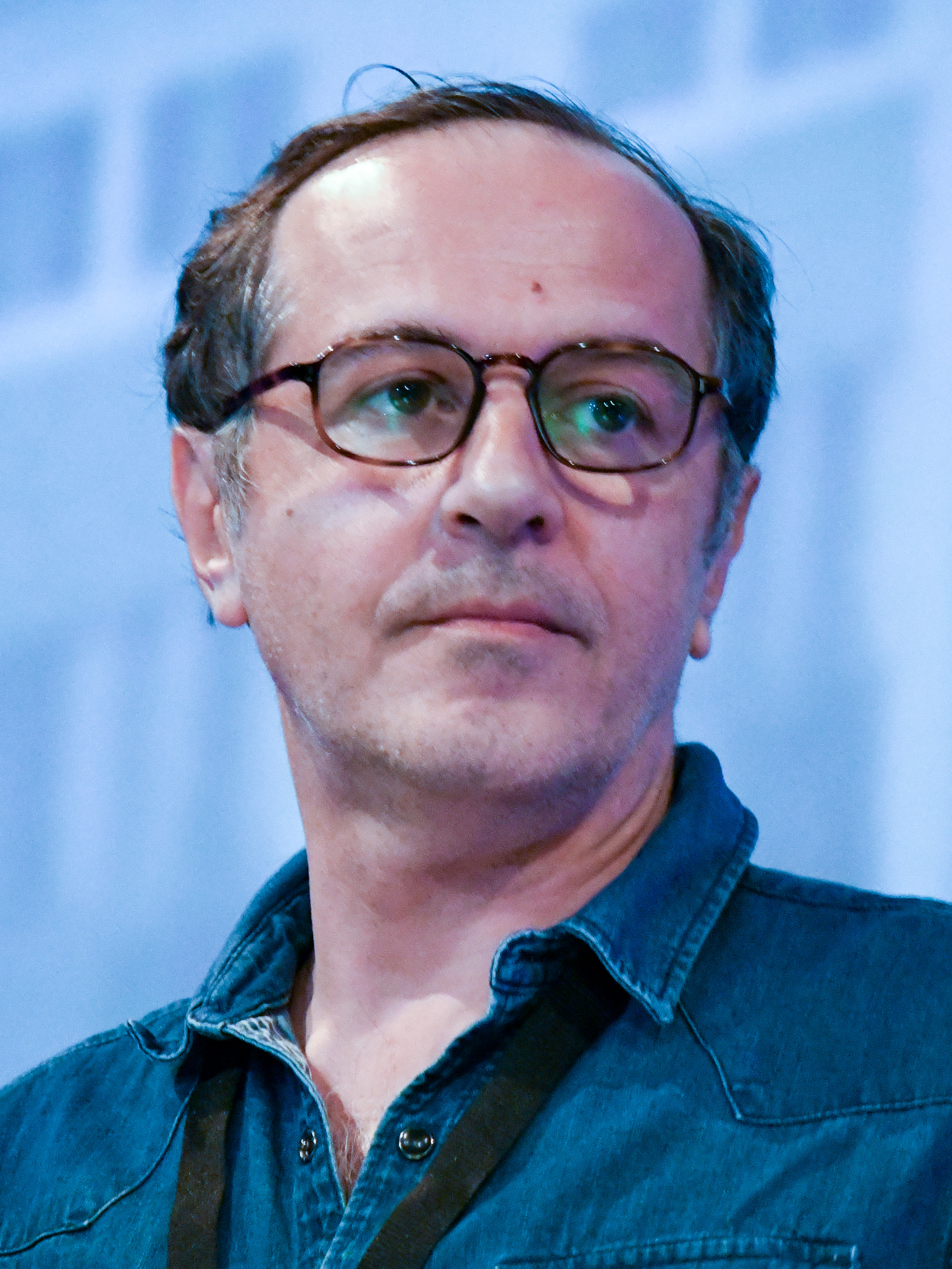
La distribution fait appel à des acteurs de plusieurs pays, comme le Géorgien Merab Ninidze (ici en 2018)...

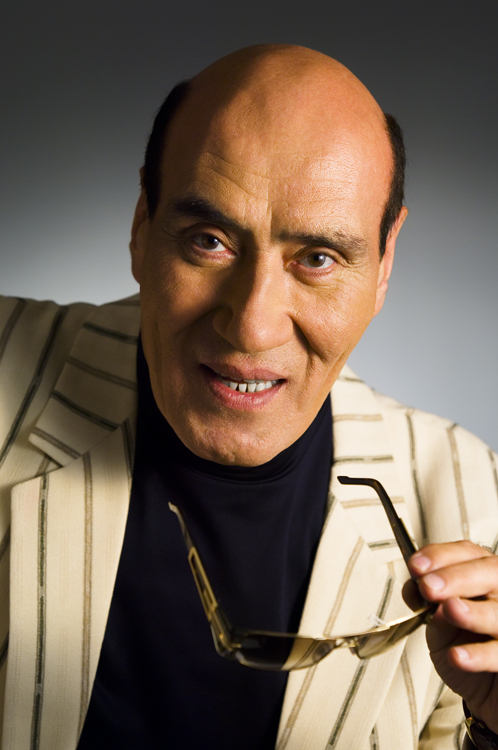
... ou le Kazakh Dinmukhamet Akhimov.

Pour l'interprétation du film, aucun acteur n'est pressenti lors de l'écriture du scénario. Selon Kvirikadze, les recherches pour le personnage de Mamlakat se déroulent partout dans le monde, notamment à Paris, à Los Angeles et à Istanbul, et ce n'est que peu de temps avant le tournage que Khudojnazarov choisit la Russe Chulpan Khamatova, alors que 3 000 actrices ont été auditionnées. Elle avait initialement été écartée pour son âge jugé trop jeune. Khamatova est alors inconnue du grand public mais à la sortie de Luna Papa, elle bénéficie déjà d'un début de notoriété grâce au succès d'un de ses premiers films, sorti entre-temps. En acceptant ce rôle, l'actrice est contrainte, pour des questions d'incompatibilité de calendrier, de renoncer à une autre proposition importante : le rôle d'Ophélie dans une mise en scène de Hamlet par Peter Stein. Durant le tournage, Khudojnazarov la surnomme « petite Belmondo » à la fois pour son talent, son charme et sa volonté de faire ses cascades elle-même.
Le choix de l'Allemand Moritz Bleibtreu, alors star montante dans son pays, est proposé par le producteur allemand. L'acteur dit avoir d'abord cru à une blague quand on lui a envoyé le scénario d'un film tadjik. Khudojnazarov, qui a vu plusieurs de ses films, se dit heureux que Bleibtreu accepte de jouer dans le sien. Il est notamment convaincu par la performance de l'acteur dans Paradis express, dans lequel il joue en imitant un accent turc.
Pour le personnage du père de Mamlakat, il est rapidement évident pour les deux scénaristes qu'il faut un acteur tadjik et ce rôle est attribué à Ato Mukhamedshanov, acteur très populaire en Asie centrale durant la période soviétique. Khudojnazarov compare sa notoriété à celles de Jean Gabin et Alain Delon en France. Mort en 2002, Mukhamedshanov joue dans Luna Papa son dernier rôle au cinéma. Le réalisateur parle de lui comme d'« un acteur instinctif » qui n'avait « pas besoin d'explication ».
Khudojnazarov choisit aussi deux de ses amis : le Russe Nikolaï Fomenko, originaire de Saint-Pétersbourg, et le Géorgien Merab Ninidze, qui vit en Autriche et que le réalisateur compare à Marcello Mastroianni pour le talent et la « grâce dans les petits gestes de la vie ». Bien que son rôle soit secondaire, le nom de Fomenko est mis en avant lors de la promotion du film en Russie.
Dans son ensemble, la distribution et l'équipe technique sont très internationales, avec également le Kazakh Dinmukhamet Akhimov (qui joue à nouveau pour Khudojnazarov dans En attendant la mer) ou encore des acteurs ouzbeks. Pour Khudojnazarov, il est important que « les acteurs viennent d'horizons différents » et deviennent « tous les habitants d'un pays imaginaire ». Conscient que son tournage allait être difficile, le réalisateur fait seulement en sorte qu'ils soient tous professionnels. Il fait toutefois des exceptions en ayant recours à des figurants locaux, ce qui lui pose quelques problèmes, par exemple lorsqu'il souhaite une jolie femme dans un plan et que les hommes ne veulent pas laisser leurs épouses apparaître dans le film.

### Tournage

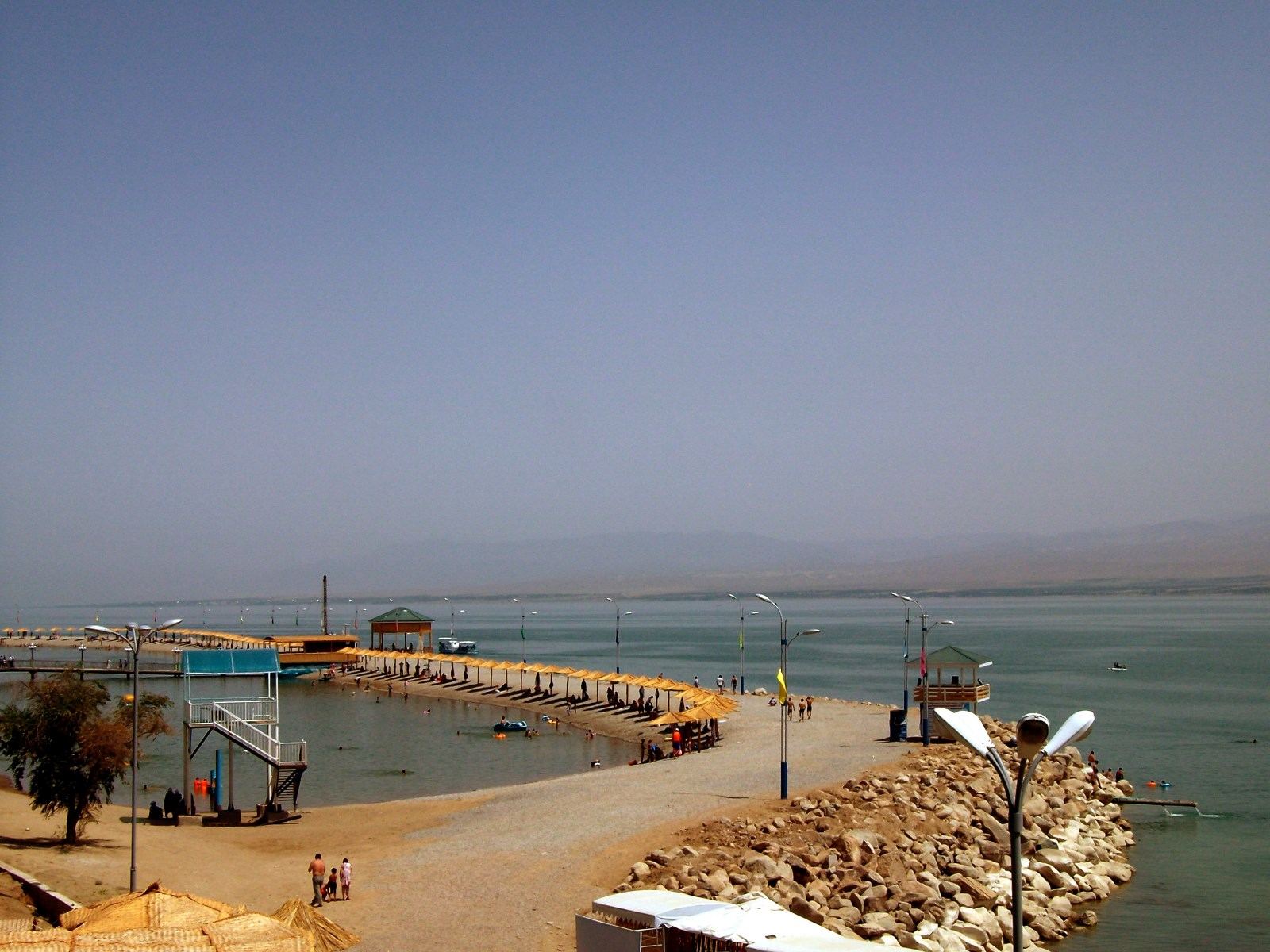
Vue d'une rive du Kaïrakkoum, lac qui a servi de décor pour le village fictif de Luna Papa.

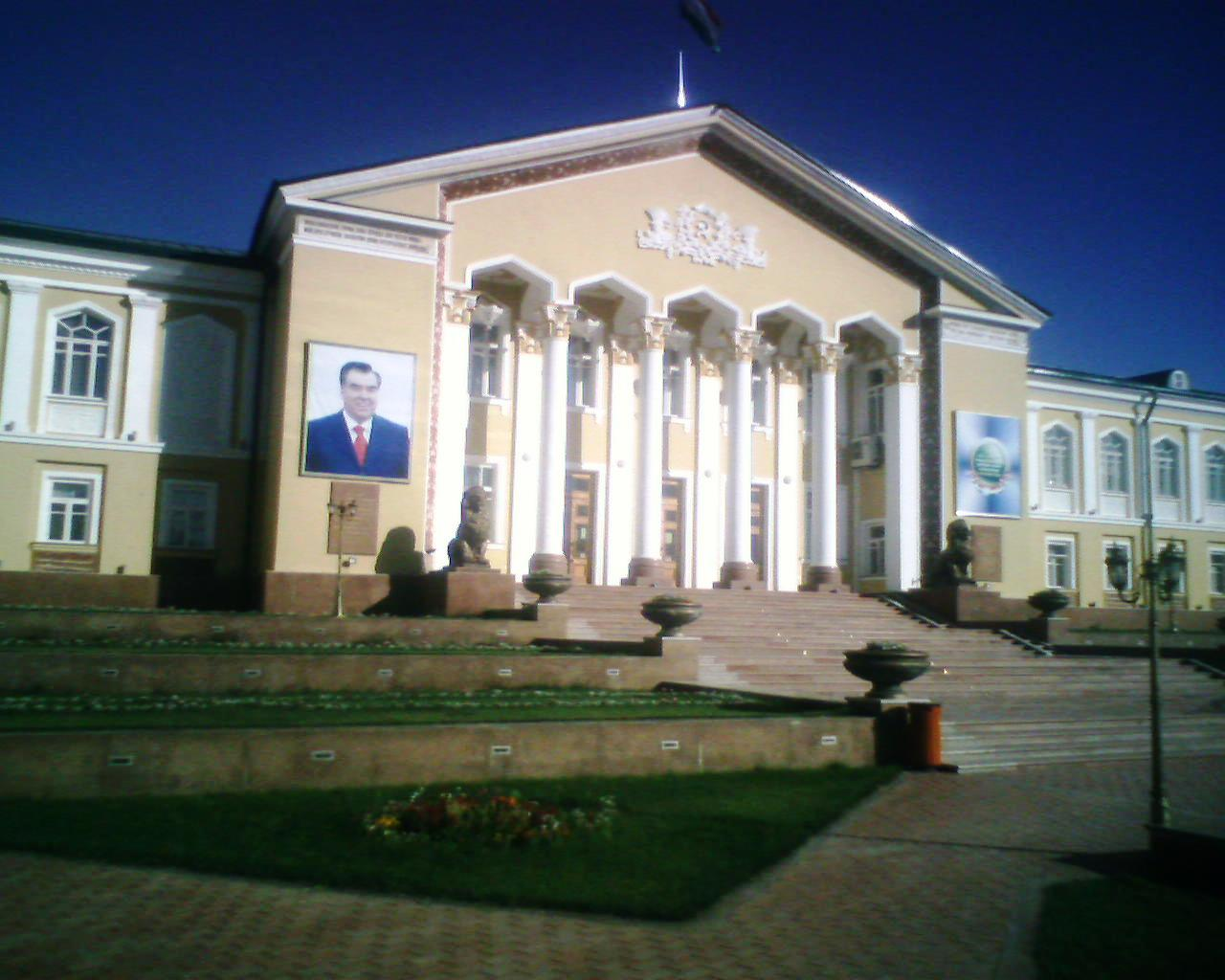
Façade du, à Khodjent, utilisée pour figurer un des théâtres visités par Mamlakat et sa famille durant leurs recherches.

L'histoire de Luna Papa ne se situe pas vraiment au Tadjikistan, pays d'origine du réalisateur, ni en Géorgie, pays d'origine de son coscénariste et de l'histoire qui est à la base du scénario, mais dans un pays imaginaire qui s'inspire de plusieurs pays d'Asie centrale ainsi que des pourtours de la Mer Noire, de la Turquie et de la Grèce. Toutefois, la majeure partie des scènes sont tournées dans le Nord du Tadjikistan, sur les rives du Kaïrakkoum, une retenue d'eau artificielle créée par un barrage sur le Syr-Daria, dans les environs de la ville de Khodjent. Le tournage se déroule donc dans une zone désertique aux jonctions du Tadjikistan, de l'Ouzbékistan et du Kirghizistan,,, localisation qui nécessite d'importantes négociations avec les autorités locales pour les passages de frontières avec le matériel. Mais cette situation de carrefour a aussi des avantages selon Khudojnazarov : « quand la réglementation d'un pays était trop contraignante, nous le quittions pour un autre ». Selon certaines sources, des scènes sont également filmées dans la ville tadjike d'Isfara, ainsi qu'au Kazakhstan et dans les montagnes du Kirghizistan.
Un village entier est construit sur une rive du lac pour les besoins du film, avec des canaux et un petit port,. Sa conception nécessite la collaboration de plusieurs décorateurs venus du Kazakhstan, d'Ouzbékistan, du Tadjikistan et de Saint-Pétersbourg. Il faut trois mois pour fabriquer ces décors, avec une équipe d'environ 140 personnes. Après le tournage, le décor ne trouve pas preneur et est donc entièrement détruit. Selon le directeur artistique Negmat Jouraiev, c'est une grande chance d'avoir pu bâtir un décor aussi grandiose à une époque où les cinéastes se tournent de plus en plus vers l'infographie. Pour Jouraiev, ce choix permet à la fois d'apporter de l'authenticité et de renforcer les caractéristiques de conte que revêt le scénario.
Les sources divergent sur les dates de tournage. Selon le journal que tient alors l'actrice Chulpan Khamatova, le tournage commence le 30 mars 1998 et est alors prévu pour deux mois environ. D'autres sources évoquent un début de tournage en avril, voire en mai. Selon Khamatova, Khudojnazarov commence par filmer des scènes situées dans le train, sur le lac ou dans le désert, alors que les scènes du village sont filmées à partir du 14 mai 1998. Le site de l'Österreichisches Filminstitut affirme que le tournage s'achève en décembre 1998 mais d'autres sources parlent d'avril 1999, Khamatova évoquant la date du 24 avril 1999. Selon le site de la société russe NTV-Profit, une première étape de tournage se termine mi-décembre 1998, puis une autre phase se déroule lors du printemps et de l'été 1999. Le tournage est par ailleurs perturbé et interrompu par un autre engagement de Khamatova, qui s'absente plusieurs mois durant l'été 1998 pour tourner le film allemand Tuvalu en Bulgarie. Ces différentes périodes de tournage correspondent d'ailleurs aux absences d'entrées dans le journal de Khamatova. Au total, le tournage aurait nécessité 170 jours de travail. Généralement, les journées de tournage débutent à sept heures du matin.
Plusieurs éléments compliquent le tournage à des degrés divers, notamment à cause des conditions physiques très difficiles, comme les variations de températures, avec parfois de grosses chaleurs en journée, et une chute importante pendant la nuit, mais aussi les vents violents qui perturbent les décors ou le maquillage, des nuages de moustiques qui attaquent les membres de l'équipe et se collent sur les objectifs, ou encore le manque de profondeur du lac qui empêche le démarrage d'un bateau, contraignant l'équipe à le pousser. Selon Khudojnazarov, les tempêtes et la boue obligent l'équipe à réparer régulièrement les décors et à « attendre le soleil pour tourner ». Le village doit même être construit une deuxième fois à cause d'une inondation qui interrompt le tournage pendant trois mois. Khamatova raconte que, le 25 mai 1998, une importante tempête s'abat de façon inattendue sur le plateau, avec de gros grêlons et d'importantes coulées de boue, conditions qui lui donnent l'impression d'être à bord du Titanic.
La difficulté de se repérer dans le désert provoque également des incidents : le 17 avril 1998, l'équipe se retrouve dispersée, les véhicules ayant pris des chemins différents à un carrefour pour ne se retrouver qu'en soirée. En outre, la multiplicité des langues parlées par les membres de l'équipe rendent la communication parfois difficile. L'instabilité politique du Tadjikistan, à cause de la présence de milices armées dans la région, crée des situations parfois délicates pour l'équipe, au point d'être évacuée par la Croix-Rouge. Khudojnazarov fait même face au kidnapping d'un de ses assistants durant le tournage. Face à ces diverses difficultés, Khudojnazarov affirme que lui et une partie de son équipe ont « appris à n'être jamais rationnels ». Il décrit ainsi l'atmosphère de tournage de son film : « Sur le plateau, nous instaurons la dictature de notre liberté ».
Moritz Bleibtreu dit avoir apprécié la compagnie des personnes originaires d'Asie centrale, caractérisées selon lui par « beaucoup de chaleur, de respect et de tolérance envers l'autre — plus qu'en Occident »,. Il souligne aussi que, même si son jeu se repose avant tout sur la gestuelle à cause de son rôle et de son absence de maîtrise de la langue russe, il a eu « plus de texte que prévu initialement »,. Revenant en 2002 sur le tournage compliqué de Luna Papa, l'acteur allemand en profite pour affirmer qu'un acteur ne doit « pas se contenter de solutions de sécurité » mais au contraire « admettre ces défis [et] se salir les mains »,. Pour sa part, Nikolaï Fomenko se dit marqué par les conditions de vie au Tadjikistan, notamment par l'absence d'eau potable et les risques sanitaires que cela impliquait.

### Postproduction et musique
Le montage est réalisé pendant environ six mois à Vienne, et une partie de la postproduction se déroule également en Allemagne. Ce n'est qu'au moment du montage que la fin du film est choisie, car plusieurs dénouements différents ont été tournées.
La bande originale, majoritairement composée par Daler Nazarov mais également constituée d'arrangements de musiques traditionnelles, est enregistrée par le label EmArcy. Le CD est produit par Pandora Film et distribué par Universal. Daler Nazarov en assure lui-même la production au Studio Schamms à Douchanbé, et plus secondairement dans la ville allemande de Vlotho. Il réunit des musiciens traditionnels d'Asie centrale, et notamment les membres du groupe tadjik Shams emmené par Ikbol Zavkibekov. La musique est dominée par les instruments à cordes pincées (majoritairement joués par Ikbol Zavkibekov), avec la guitare acoustique, la mandoline mais aussi des instruments traditionnels comme le rubab et le setâr, souvent appuyés par des percussions comme le tablâ ou la doira. La musique utilise également, de façon plus épisodique, le saxophone, les claviers, la flûte et aussi les voix. La bande originale mélange ainsi des sensibilités folkloriques et traditionnelles d'une part et des aspects plus modernes et occidentaux d'autre part.
Pour le critique italien Alberto Crespi, la musique a plutôt tendance à desservir le film, alors que son compatriote Silvio Danese souligne l'heureuse collaboration entre le réalisateur et le compositeur. Dans Variety, Deborah Young parle de « touche folk-rock » pour qualifier la « musique locale » de Nazarov,. Selon la chroniqueuse Mademoiselle Catherine, sur la radio belge La Première, la musique de Luna Papa « n'est pas sans rappeler celles de Goran Bregović pour le cinéma d'Emir Kusturica ». Si le Sud-Africain William Pistorius fait aussi ce rapprochement, il considère que la musique de Nazarov est moins envahissante que dans les films de Kusturica,.
| Titres édités sur l'album de la bande originale, | Titres édités sur l'album de la bande originale, | Titres édités sur l'album de la bande originale, | Titres édités sur l'album de la bande originale,                                                                                       | Titres édités sur l'album de la bande originale, |
| N°                                               | Titre                                            | Compositeur                                      | Interprètes et musiciens (entre parenthèses : instruments)                                                                             | Durée                                            |
| ------------------------------------------------ | ------------------------------------------------ | ------------------------------------------------ | --- | ------------------------------------------------ |
| 1                                                | Quiet Soul                                       | Daler Nazarov                                    | Ikbol Zavkibekov (guitare, mandoline, rubab), Rustam Rachimov (batterie), Sarif Pulotov (tablâ)                                        | 4 min 04 s                                       |
| 2                                                | In Paradise                                      | Traditionnel (arrangements : Daler Nazarov)      | Ensemble Rubab de Douchanbé (chorale)                                                                                                  | 3 min 48 s                                       |
| 3                                                | Girl from the Village                            | Daler Nazarov                                    | Ikbol Zavkibekov et Daler Nazarov (guitares), Anwarscho (guitare basse), Sarif Pulotov (tablâ et dotâr)                                | 4 min 20 s                                       |
| 4                                                | Theme of a City                                  | Daler Nazarov                                    | Daler Nazarov (guitare), Ikbol Zavkibekov (rubab), Gumontsch Zavkibekov (gidgak), Hussein Isatulaev (accordéon), Sarif Mulotov (doira) | 3 min 17 s                                       |
| 5                                                | Alik                                             | Daler Nazarov                                    | Daler Nazarov (sifflet), Hussein Isatulaev (claviers)                                                                                  | 25 s                                             |
| 6                                                | Father                                           | Daler Nazarov                                    | Jadidja Iljaev (saxophone) | 3 min 58 s                                       |
| 7                                                | Loneliness                                       | Daler Nazarov                                    | Ikbol Zavkibekov (guitare, setâr), Hussein Isatulaev (claviers)                                                                        | 3 min 21 s                                       |
| 8                                                | Bedor Schaw                                      | G. Rumi et Daler Nazarov                         | Nusrat Odinamamadov et Nobowar (chant), Sarif, Dorobscho et Husein (chœur)                                                             | 2 min 39 s                                       |
| 9                                                | Posle Snaharki                                   | Daler Nazarov                                    | Ikbol Zavkibekov (guitare), Hussein Isatulaev (claviers)                                                                               | 2 min 37 s                                       |
| 10                                               | Happyness                                        | Traditionnel (arrangements : Daler Nazarov)      | Ikbol Zavkibekov (guitare), Jadidja Iljaev (flûte), Sarif Mulotov (tablâ), Anwarscho (guitare basse), Daler Nazarov (guitare)          | 3 min 42 s                                       |
| 11                                               | Sadness                                          | Daler Nazarov                                    | Daler Nazarov (flûte), Hussein Isatulaev (claviers)                                                                                    | 1 min 31 s                                       |
| 12                                               | On the Way                                       | Daler Nazarov                                    | Sarif Pulotov (percussions) | 3 min 26 s                                       |
| 13                                               | Rythm of the Mountain                            | Traditionnel (arrangements : Daler Nazarov)      | Chœur d'enfants de Douchanbé | 4 min 58 s                                       |
| 14                                               | Only Song                                        | Daler Nazarov                                    | Sachiri Bachtari (rubab), Salimi Bachtari (tablâ), Ikbol Zavkibekov (guitare)                                                          | 4 min 20 s                                       |
| 15                                               | Fading Desire                                    | Daler Nazarov                                    | Daler Nazarov (flûte), Ikbol Zavkibekov (setâr, mandoline), Hussein Isatulaev (claviers)                                               | 4 min 22 s                                       |

## Exploitation et accueil

Initialement, le film devait être en compétition officielle pour la 56e Mostra de Venise, avant d'être placé dans une section non compétitive.

Luna Papa est projeté pour la première fois à la Mostra de Venise le 8 septembre 1999. D'abord pressenti pour la sélection officielle, le film est placé dans une section annexe non compétitive (« Dreams and Visions ») après les déclarations d'Emir Kusturica, président du jury de cette 56e édition, qui a laissé entendre avant le festival qu'il pourrait lui attribuer le Lion d'or,,. La direction du festival estime en effet qu'il y a un fort risque de partialité de la part de Kusturica, qui est ami avec Khudojnazarov et avec qui il partage le même producteur en la personne de Karl Baumgartner. Même hors compétition, la sélection à Venise permet quand même de donner une visibilité au film, qui est alors acheté par des distributeurs de presque 50 pays.
Le film de Khudojnazarov est ensuite sélectionné ou présenté dans de nombreux festivals à travers le monde, en compétition ou non, notamment ceux de Toronto, de Tokyo, de Thessalonique et de Sundance. Hors festivals, il connaît une première officielle à Douchanbé, capitale du Tadjikistan, le 21 octobre 1999, puis il est progressivement distribué sur les circuits nationaux à partir de mars 2000, tout en continuant sa carrière dans des festivals comme celui de Karlovy Vary.

### Accueil critique

#### Dans les pays coproducteurs

##### En France
Luna Papa reçoit un accueil globalement positif en France. AlloCiné propose une note moyenne de 3,9/5 à partir d'une interprétation de 12 critiques. Le film est notamment mis en avant par la rédaction de Première, qui le choisit comme « découverte du mois » pour son numéro de mai-juin 2000,.
Pour Philippe Garnier, qui est l'un des premiers à critiquer le film en France lorsqu'il couvre la Mostra de Venise pour Libération, Khudojnazarov est « un Kusturica de Samarkand, aussi virtuose mais avec un univers bien à lui ». Il regrette à la fois que peu de critiques aient assisté à la projection du film et « que l'on n'ait des nouvelles de ce surdoué du Tadjikistan que par ce festival ». Il souligne notamment que « les lieux sont aussi fantastiques que les événements » et que, « si la frénésie insensée de ce film nous fait parfois un effet bœuf, elle n'est jamais assommante ». Selon Frédéric Bonnaud, qui est à Venise pour Les Inrockuptibles, ce film est « presque trop grandiose » mais il l'inclut parmi les plus intéressants présentés lors du festival cette année-là.
Dans Ciné Live, Sandrine Benedetti s'enthousiasme pour la « brochette d'acteurs merveilleux et un scénario pétri de symbolisme et de réalisme », qualifie le film de « démesuré, insensé, irrésistible » et estime qu'il « dénonce par l'absurde autant l'inanité des guerres fratricides qu'il rend hommage à l'amour ». Louis Guichard, pour Télérama, souligne l'« époustouflante énergie » et la « capiteuse absurdité » du film. Élodie Lepage, pour Le Nouveau Cinéma, parle de Luna Papa comme d'un « objet cinématographique non identifié », note que « la quête du père permet surtout à Bakhtiar Khudojnazarov de filmer une Asie centrale sauvage, violente et émouvante », et estime qu'il « démontre que le road-movie peut aussi être poétique ».
Dans L'Humanité, Michèle Levieux focalise son propos sur les multiples influences culturelles du film, saluant le potentiel universaliste de Luna Papa, « une manière pour Bakhtiar Khoudoïnazarov de regrouper tout ce que l'histoire actuellement tend à séparer ». Dans Première, Olivier de Bruyn parle d'une « Kusturicacerie amusante », d'une « fable foutraque, parfois fatigante mais souvent enivrante, [et d'une] fresque gargantuesque », comparant néanmoins le film à « ces plats goûteux mais bourratifs où l'abus d'épices menace paradoxalement d'annihiler les nuances du mets » et jugeant que la ressemblance avec les films de Kusturica est « un tantinet écrasante ».
Plus réservé, Christophe d'Yvoire, dans Studio, ne lui attribue que deux étoiles et, même s'il admet un « sens de l'image flamboyant dans ce film baroque et généreux » et une « énergie impressionnante », il regrette « des longueurs et un scénario un peu simpliste » tout en estimant que le film « n'atteint pas l'ampleur et l'inspiration de ceux de Kusturica ». Plus sévère, Jean-Michel Frodon, dans Le Monde, regrette la « multiplication des personnages grotesques » et qualifie le film de « tohu-bohu de fantasmagories tape-à-l'œil d'un onirisme pesant ».

##### En Allemagne
Dans Der Spiegel, Christian Bartels pense que Luna Papa est un « road-movie tragicomique », qui peut faire partie des films dont les images restent en mémoire grâce à ses « paysages fascinants »,. Il salue le jeu de Chulpan Khamatova « avec de grands beaux yeux et des gestes de film muet », et le talent polyvalent de Moritz Bleibtreu dont le personnage « s'intègre parfaitement à l'obscur paysage psychologique du film »,. Bartels note aussi que « rien n'est idéalisé », dans le film et que l'Orient de Khudojnazarov est « un peu plus sauvage que l'Orient européen de Kusturica »,.
Dans Die Welt, Antje Schmelcher salue un « conte anarchique de l'amour », estimant qu'il est logique qu'un film aussi poétique vienne de l'ex-URSS car, selon elle, « l'imagination se déchaîne » là où les lois sont défectueuses et « une nouvelle réalité magique » n'est possible que dans « un monde triste et dur »,.
Philipp Bühler, dans le Berliner Zeitung, estime que le film est « une pure merveille »,. Il note que la conception de l'enfant est « un avant-goût de la richesse exubérante des images de Papa Luna - et son esprit indiscipliné »,. Selon lui, la beauté visuelle du film contrebalance la cruauté sociale et les éléments fantastiques ont généralement une explication rationnelle, citant l'exemple de la vache tombée du ciel. Il soutient aussi que le « point de vue naïf » et les éléments irréalistes sont rendus crédibles par le fait que l'histoire est racontée par l'enfant.
Sur le portail pédagogique Kinofenster, Hans-Günther Dicks considère que la participation de nombreux partenaires à la production n'a pas handicapé Khudojnazarov et que Luna Papa est plutôt « une mosaïque complexe », le film s'affranchissant de la géographie pour devenir « un voyage au pays de la fantaisie »,.

##### En Russie

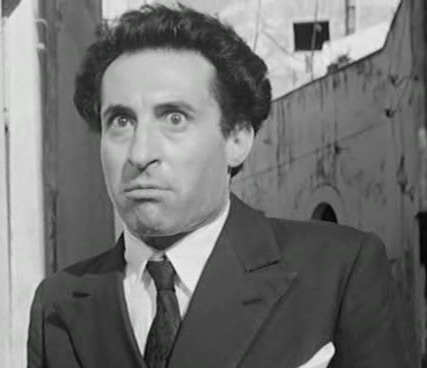
Leopoldo Trieste dans Séduite et Abandonnée (1964), film italien que le critique russe Andreï Plakhov a comparé à Luna Papa.

Andreï Plakhov, qui couvre alors la Mostra de Venise pour Kommersant, estime que Luna Papa peut plaire aux Italiens car son histoire rappelle celle de Séduite et Abandonnée (1964) de Pietro Germi. Sur son site personnel, le blogueur Alex Eksler (ru) fait d'abord remarquer que le film de Khudojnazarov est l'un des deux grands films étrangers de l'année que la Russie a coproduit, avec Est-Ouest de Régis Wargnier. Il qualifie Luna Papa de « coloré, folklorique, intelligent et drôle », mais avoue qu'il a du mal à trouver les mots justes pour parler d'un film « si particulier et distinctif »,. Il salue à la fois l'excellence du scénario, de l'image et de la performance des principaux comédiens, se disant seulement plus nuancé pour le jeu de Nikolaï Fomenko.
En revanche, dans Vedomosti, Larissa Youpissova livre une critique essentiellement négative, considérant que la quête œdipienne principale n'a rien de passionnant et qu'elle est constamment entrecoupée d'anecdotes mineures, qui ne sont pas forcément drôles et entravent l'avancée de l'intrigue. Elle note toutefois que la fin surprend car le spectateur se rend compte que la recherche du père est un leurre puisqu'il s'agit plutôt d'une « histoire de la lutte contre le mal universel, incarnée dans la bigoterie et l'intolérance de la population »,. Elle remarque aussi que cette fin donne une utilité au personnage de Nasreddin.
Dans Iskoustvo Kino, Natalia Sirivlya est également assez sévère avec le film de Khudojnazarov, qu'elle qualifie de « produit multi-culturel synthétique, [qui] n'est même pas intéressant du point de vue du résultat artistique »,. Elle regrette l'impact de la coproduction européenne, qui produit un mélange culturel peu convaincant, une superposition « grotesque » d'époques et de traditions, et une « fantasmagorie décorative »,. Elle critique également l'influence trop flagrante de Kusturica, considérant Chat noir, chat blanc comme une inspiration principale de Luna Papa. Sirivlya juge aussi que « le profond pessimisme de l'auteur est clairement discordant avec l'esthétique des anecdotes, des gags et des blagues »,. Également dans Iskoustvo Kino, dans une interview de Chulpan Khamatova parue quelques mois plus tard, Elena Kutlovskaya fait au contraire remarquer que le film de Khudojnazarov a été victime d'un certain « snobisme critique » et qu'il est plus réussi que Chat noir, chat blanc. Kutlovskaya estime en outre que ce film a permis de monter que Khamatova est « une actrice de caractère, qui est capable de créer une sorte de douceur grotesque »,.

#### Autres pays

##### En Europe

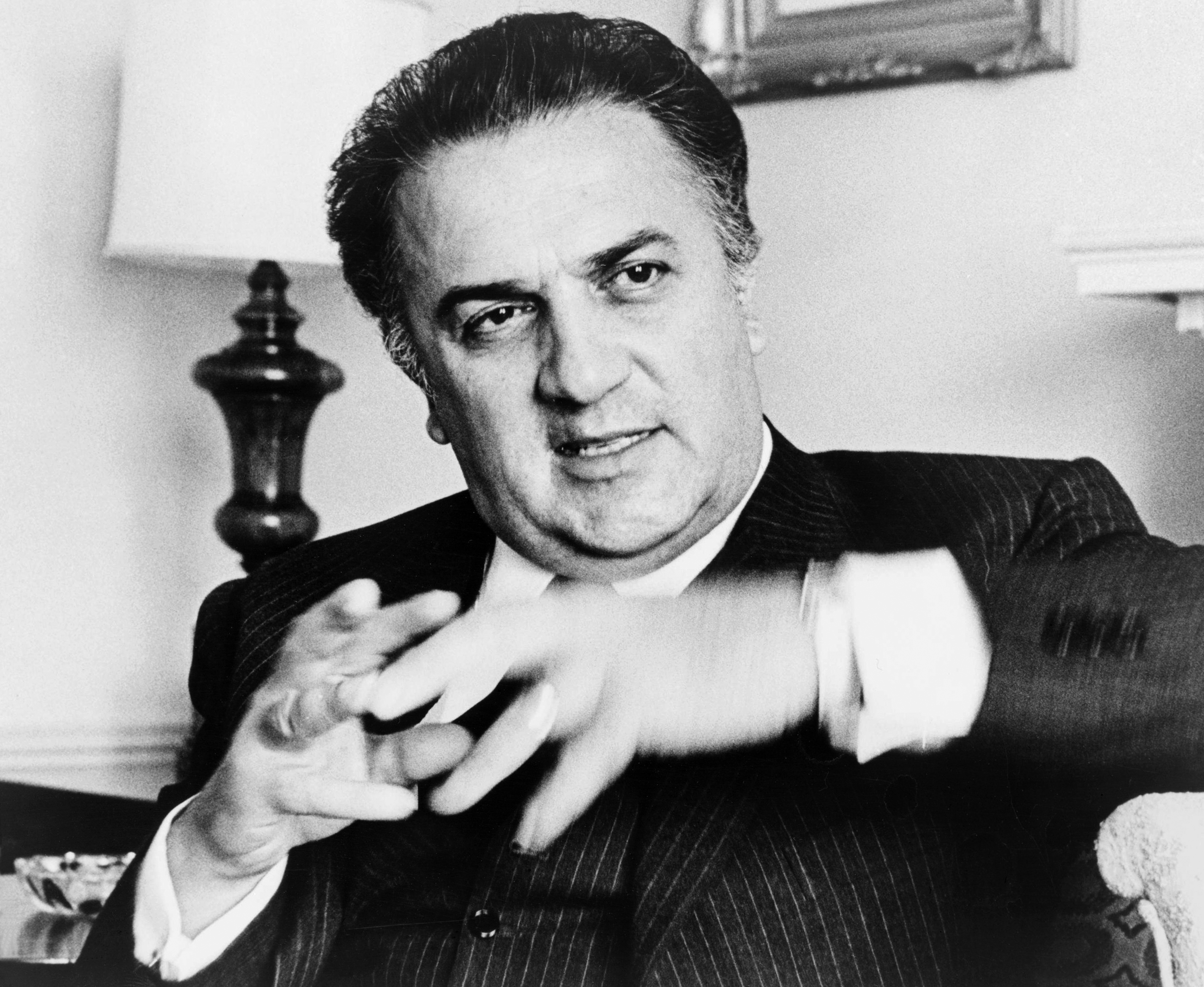
Certains critiques ont fait un rapprochement entre Luna Papa et les films de Federico Fellini (ici en 1965).

En Italie, Stefano Della Casa le considère comme un des meilleurs films de la Mostra de Venise 1999 et regrette qu'il ait été mis hors compétition. Il remarque que Luna Papa alterne des « aventures sauvages dans le désert asiatique » et des passages où le film est « capable de couler en douceur », tout en mélangeant folklore et modernité. Pour Della Casa, c'est « un film qui sait comment impressionner sans être cérébral » et il le rapproche en cela de L'Été de Kikujiro de Kitano, les deux films étant également des preuves de « la possibilité d'un cinéma qui n'est pas encore un scan typique du modèle dominant (américain) »,. Alberto Crespi, dans L'Unità, pense que Luna Papa a le potentiel des films qui restent à vie dans la mémoire du spectateur et souligne qu'il s'agit d'un « voyage sur une planète qui pour nous, habitants de la galaxie Hollywood/Cinecittà, est étrangère »,. Roberto Pugliese, pour Il Gazzettino, parle d'un « conte de fées visionnaire et scintillant ». Dans le Corriere della Sera, Maurizio Porro souligne les « très beaux panoramas, confiés au talent visionnaire de Bakhtiar Khudojnazarov »,. Silvio Danese, dans Il Giorno, parle de « vols d'avions tels des oiseaux chagalliens » et, s'il regrette « plusieurs répétitions dans la première partie », il salue l'imaginaire coloré, les articulations de la narration et le « grand final comme celui de certains cancans qui vous épuisent avant de vous envoler »,. Dans Segnocinema, Attilio Coco voit dans ce film un « road movie étrange et mouvementée » qui rend hommage à Kusturica à travers « sa tentative de faire un film où le chaos, le mouvement et l'incertitude programmatique entre réalisme et "magisme" deviennent des éléments poétiques et esthétiques essentielles »,. Coco regrette pourtant de ressentir un air de déjà-vu permanent.
Au Portugal, Rui Pedro Tendinha, dans Notícias Magazine, parle d'un « nouveau type de Monty Python » et témoigne que le film est, lors de sa sortie portugaise, l'une des « coqueluches des circuits d'art et essai »,.
Au Royaume-Uni, Time Out London regrette que la « poésie visuelle » des précédents films de Khudojnazarov soit ici « éclipsée par les clichés d'un "réalisme magique" tapageur à la manière de Kusturica » et se moque de la qualité des « effets pas très spéciaux » de la scène finale,.

##### Ailleurs dans le monde

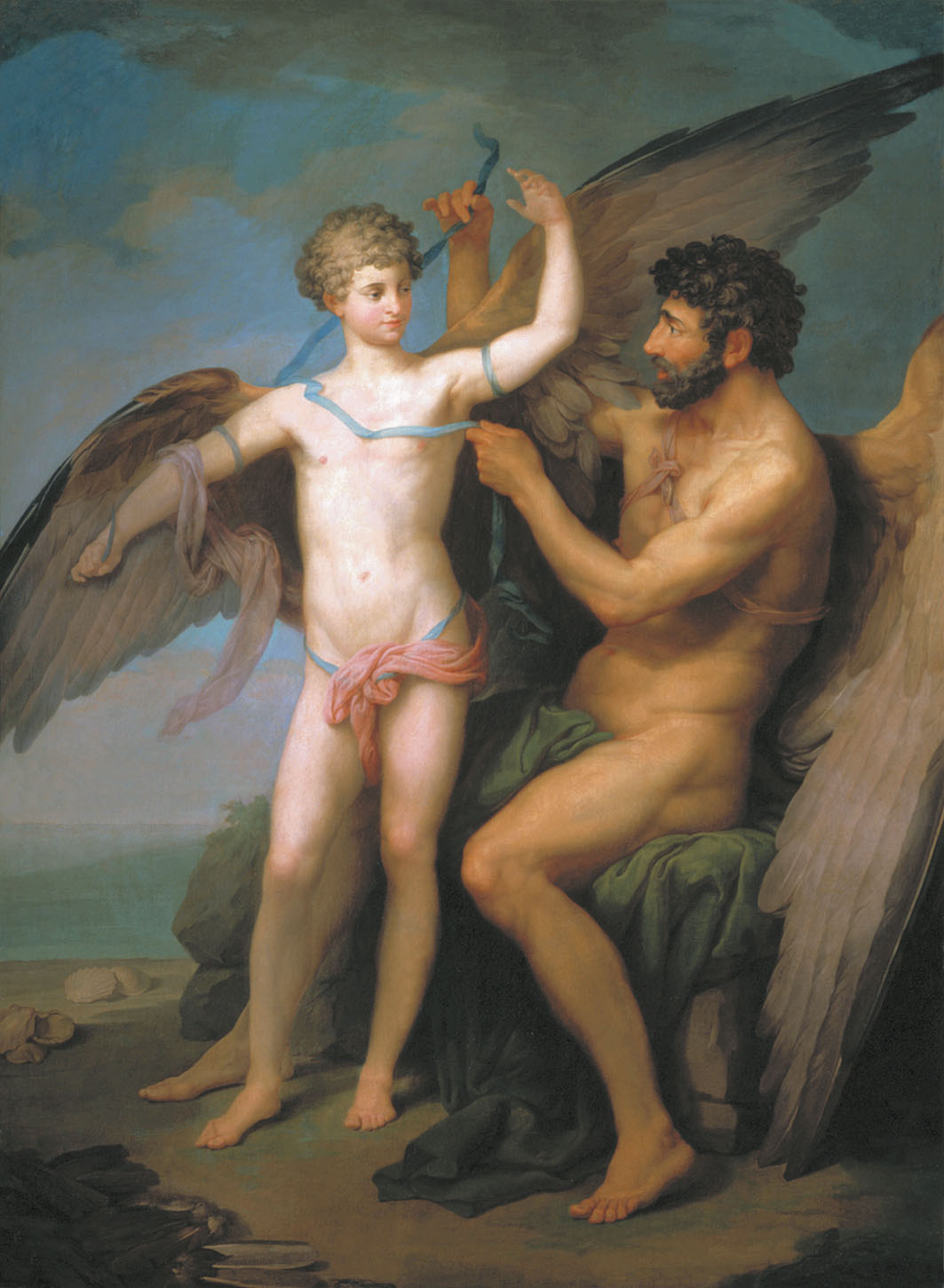
Le critique québécois André Roy compare le film au mythe d'Icare (ici représenté avec son père Dédale par le peintre russe Piotr Ivanovitch Sokolov.

Aux États-Unis, Deborah Young, pour Variety, qualifie le film de « délicieux conte tragicomique »,. Contrairement à la critique russe Natalia Sirivlya, Young juge que « les valeurs de la production européenne servent bien ce conte moderne, raconté avec une verve humoristique et une certaine colère » et que « l'une des idées les plus surréalistes [des scénaristes] fut de mélanger la culture traditionnelle, les villes inventées et les costumes folkloriques avec le monde postmoderne violent »,. Elle salue aussi la performance de Moritz Bleibtreu qui « communique la dignité troublante des anciens combattants qui ont vu plus que ce qu'ils ne pourront jamais raconter » et celle de Chulpan Khamatova qui « incarne les contradictions impossibles entre l'amour de la vie et l'acceptation de son côté tragique » et dont le jeu est « un des atouts majeurs du film »,. Enfin, elle fait remarquer que la contribution de quatre directeurs de la photographie différents n'empêche pas « un style assez unifié »,.
En revanche, l'avis de Peter Keough dans The Boston Phoenix est essentiellement négatif, puisqu'il trouve que les personnages « se comportent avec un tel excès opératique que c'en est épuisant après environ 10 minutes »,. Selon lui, le film aurait pu « réussir en tant qu'allégorie absurde ou satire d'humour noir » si le réalisateur avait « atténué d'un cran le côté fable »,. En citant différentes difficultés auxquelles sont confrontés les habitants du Tadjikistan, il fait l'hypothèse que, dans un tel pays, « de tels artifices sont utiles pour rendre la vie supportable », et qu'il est somme toute logique que Mamlakat ait une fascination pour le théâtre ou soit si facilement séduite par l'inconnu. Keough note enfin que Chulpan Khamatova, qu'il compare à un mélange de Björk et de Giulietta Masina, s'en tire plutôt bien.
Au Québec, André Roy, dans la revue 24 images, considère que Khudojnazarov « change complètement de style en racontant une histoire totalement échevelée, aussi absurde que fantaisiste ». Selon lui, « par le biais d’un récit familial est présenté un monde à la dérive, abandonné à la misère et à la folie, survivant grâce à la rapine et au vol et sur lequel ne règne plus aucune loi ». Bien qu'évoquant un « risque [de] surcharge », des « baisses de tension » ou encore des« sautes de ton », Roy considère que Luna Papa « est sauvé en grande partie par un vrai sens de la poésie, fruit du choc de l’improbable et de l’inimaginable » et que « son anticonformisme fait du bien ». Il se félicite enfin de constater que la coproduction internationale n'a pas imposé l'anglais ou une quelconque autre langue européenne.
En Afrique du Sud, William Pistorius, sur le site News24, considère que « la seule façon de décrire le film est le mot "Kusturicien" »,. Pour souligner le dynamisme du film, il évoque une séquence du début dans laquelle Nasreddin observe un poisson coincé dans un bloc de glace, faisant remarquer que Luna Papa est « tout sauf gelé »,. Il fait remarquer aussi que, d'habitude, « le changement est une période d'incertitude, de peur, mais dans Luna Papa l'attente d'une naissance/renaissance est celle de la comédie, une sorte de drôlerie qui tire sa force du chaos »,. Pour lui, le film de Khudojnazarov est « une comédie de l'optimisme, capable de donner du plaisir à partir d'une surabondance matérielle et émotionnelle »,.

### Box-office
Les résultats au box-office sont restés globalement modestes mais relativement importants pour un film centre-asiatique. Luna Papa a peut-être connu son plus gros succès en Russie, mais les sources sont contradictoires pour ce pays. Ailleurs, le film a connu ses meilleurs résultats en Allemagne, en France et en Italie, où il a dépassé à chaque fois les 100 000 entrées, et a cumulé près de 600 000 entrées sur l'ensemble de l'Europe (hors Russie) selon l'Observatoire européen de l'audiovisuel.
| Principaux résultats au box-office En cas de contradictions dans les sources existantes, seule la donnée la plus élevée est précisée ici. Sauf précision contraire, les données proviennent de la base LUMIERE. | Principaux résultats au box-office En cas de contradictions dans les sources existantes, seule la donnée la plus élevée est précisée ici. Sauf précision contraire, les données proviennent de la base LUMIERE. | Principaux résultats au box-office En cas de contradictions dans les sources existantes, seule la donnée la plus élevée est précisée ici. Sauf précision contraire, les données proviennent de la base LUMIERE. |
| Pays | Nombre d'entrées | Autres données et commentaires |
| --- | --- | --- |
| Allemagne | 175 455 | 165 411 entrées pour la seule année 2000. |
| Autriche | 24 294 | 21 648 entrées pour la seule année 2000. |
| Belgique | 17 293 | 16 992 entrées pour la seule année 2000. |
| Espagne | 9 888 | 40 452 € de recettes (en un mois d'exploitation). |
| États-Unis | non connu | 13 930 $ de recettes en 2001, dont 10 338 $ pour le premier week-end (93e performance nationale, 8e parmi les nouveaux films).                                                                                  |
| France | 136 400 | 128 550 entrées pour la seule année 2000. 50 052 entrées à Paris. |
| Grèce | 14 735 | 11 918 entrées pour la seule année 2000. |
| Italie | 125 891 | 115 715 entrées pour la seule année 2000. |
| Pays-Bas | 24 330 | 23 098 entrées pour la seule année 2000. |
| Portugal | 14 407 | 14 148 entrées pour la seule année 2000. |
| Russie | 1 000 000 | Ce chiffre est probablement arrondi, voire erroné. D'autres sources mentionnent seulement 15 000 $ de recettes,, ce montant étant, au contraire, sans doute trop faible pour être fiable.                       |
| Suisse | 22 792 | 11 227 pour la Suisse romande. Luna Papa a réalisé la 6e meilleure performance des productions ou coproductions suisses au box-office national en 2000,.                                                        |
| Total Europe | 584 860 | Total dans les États membres de l'Observatoire européen de l'audiovisuel, hors Russie, dont 541 494 entrées pour la seule année 2000.                                                                           |
| Total mondial | non connu | 1 200 000 $ de recettes selon le site russe Filmz. |

### Avis des internautes
Sur de nombreux sites web à travers le monde, Luna Papa obtient un accueil public plutôt bon dans l'ensemble. Avec plus de 900 votants à la date consultée, les sites américains IMDb et Rotten Tomatoes, le site chinois Douban et les sites russes Aficha et KinoPoisk proposent les moyennes les plus représentatives, avec des moyennes situées entre 6,4 et 8,6 sur 10 (ou équivalents). Les autres sites, non répertoriés ici, recueillent moins de 200 votes chacun.
| Site web        | Pays d'origine du site | Note moyenne | Nombre de votes | Date             | Commentaires |
| --------------- | ---------------------- | ------------ | --------------- | ---------------- | --- |
| IMDb            | États-Unis             | 7,3/10 ·     | 2 741           | 19 mars 2016     | IMDb utilise un système de moyenne qui lui est propre. Le site indique néanmoins la moyenne arithmétique et la note médiane, respectivement 7,5 et 8 pour ce film. D'autre part, 13,8 % des votants ont attribué la note maximale et IMDb indique qu'au moins 1 840 votants ne sont pas américains. |
| Douban          | Chine                  | 8,6/10 ·     | 2 610           | 5 mars 2016      | 47,8 % des votants ont attribué la note maximale. |
| Aficha          | Russie                 | 3,2/5 ·      | 1 925           | 22 mai 2013      | Sur l'ancienne version du site Afisha, la note moyenne n'est visible que si le curseur passe au-dessus des étoiles. La version récente du site ne propose plus le nombre de votants. |
| KinoPoisk       | Russie                 | 7,459/10 ·   | 1 432           | 22 octobre 2014  | Le site indique aussi que la note moyenne oscille entre 7,456 et 7,564. |
| Rotten Tomatoes | États-Unis             | 4,1/5 ·      | 986             | 14 décembre 2017 | Rotten Tomatoes propose aussi un indice d'appréciation avec le pourcentage de notes égales ou supérieures à 3,5/5, qui est de 88 % pour Luna Papa. |

### Distinctions
Luna Papa a reçu de nombreuses récompenses, dont les plus prestigieuses sont la Montgolfière d'or du Festival des trois continents de Nantes, le prix de la meilleure contribution artistique du Festival de Tokyo et le Prix Nika du meilleur réalisateur. Il a également été le premier film honoré par les distinctions principales des festivals de Bergen et de Tbilissi, puisque ces deux festivals ont été fondés en 2000. Il a en outre reçu à plusieurs reprises des prix attribués par le public.

#### Récompenses

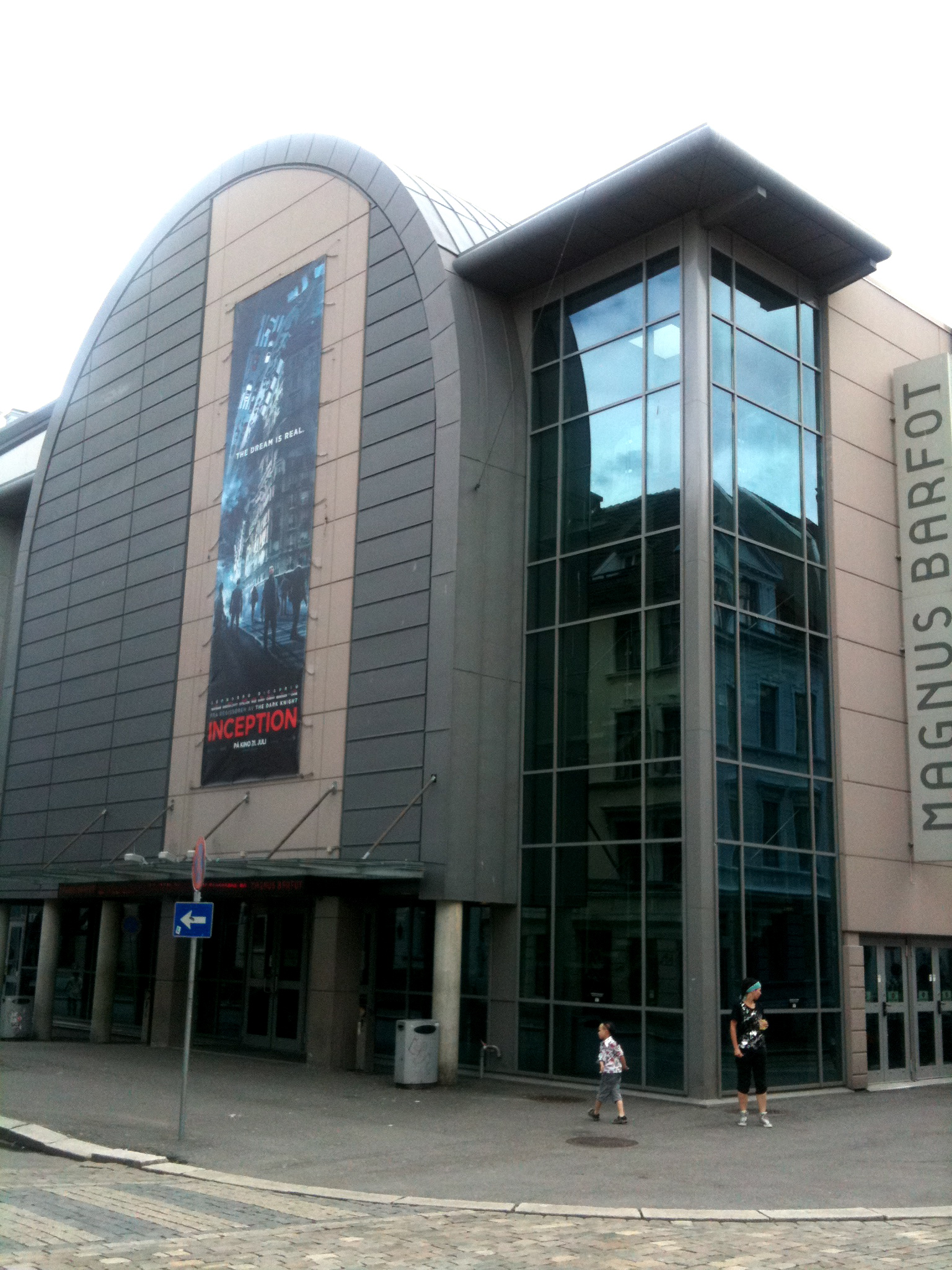
Le cinéma Magnus Barfot, où se déroule le Festival de Bergen, en Norvège, dont Luna Papa a remporté la principale récompense lors de la première édition en 2000.

- Festival des trois continents de Nantes 1999 : Montgolfière d'or et prix du jeune public[12],[117]
- Festival de Tokyo 1999 : prix de la meilleure contribution artistique[118]
- Festival de Bergen 2000 : prix du jury Cinema Extraordinare
- Festival de Bruxelles 2000 : prix du jeune public européen et mention spéciale du prix FIPRESCI
- Festival du cinéma russe à Honfleur 2000 : meilleure actrice pour Chulpan Khamatova et prix du public[119]
- Festival de Tbilissi 2000 : Prométhée d'or
- Festival Kinotavr de Sotchi 2000 : premier prix (Rose d'or)[120],[121]
- Festival Mamers en Mars 2000 : prix du public long-métrage[117],[122]
- Festival Travelling de Rennes 2000 : prix du public[117]
- Festival Listapad de Minsk 2000 : prix spécial du jury des cinéastes (« pour l'harmonie et le langage cinématographique poétique »[c 55]) et prix spécial du film (« pour la magie du cinéma »[c 56])[123].
- Prix 2000 de la Guilde des critiques de film russes : Bélier d'or[n 41] du meilleur film et meilleur réalisateur pour Bakhtiar Khudojnazarov[125],[126]
- Prix de qualité (Qualitätsprämie) 2000 de l'Office fédéral de la Culture[21] (Suisse)
- Prix Nika 2001 : meilleur réalisateur pour Bakhtiar Khudojnazarov

#### Nominations
- Oscars 2000 : proposé pour représenter le Tadjikistan dans la catégorie du meilleur film en langue étrangère[127],[128] (non retenu dans la liste finale des nominations)
- Prix 2000 de la Guilde des critiques de film russes : meilleure actrice pour Chulpan Khamatova[125]
- Nika 2001 : meilleur film, meilleure actrice (Chulpan Khamatova), meilleur scénario (Bakhtiar Khudojnazarov et Irakli Kvirikadze) et meilleur son (Rustam Akhadov)

#### Principales sélections
- Mostra de Venise 1999 : sélection officielle dans la section non compétitive « Dreams and Visions »[11],[129]
- Festival de Toronto 1999 : sélection officielle dans la section non compétitive « Contemporary World Cinema »[129]
- Festival de Tokyo 1999 : sélection officielle en compétition[129]
- Festival de Bruxelles 2000 : sélection officielle en compétition pour l'Étoile de Crystal
- Festival de Valladolid 2000 : sélection officielle en compétition pour l'Épi d'Or
- Festival du cinéma russe à Honfleur 2000 : sélection officielle en compétition[119]
- Festival de Sundance 2000 : sélection officielle dans la section non compétitive « World Cinema »[129]
- Festival de Karlovy Vary 2000 : sélection officielle hors compétition[129], dans la section « Horizons »[130]
- Festival de Rotterdam 2000 : sélection dans le programme principal[129],[131]
- Festival de Londres 2000 : sélection officielle dans la section non compétitive « Cinema Europe »[129]

## Analyse

### Style du film

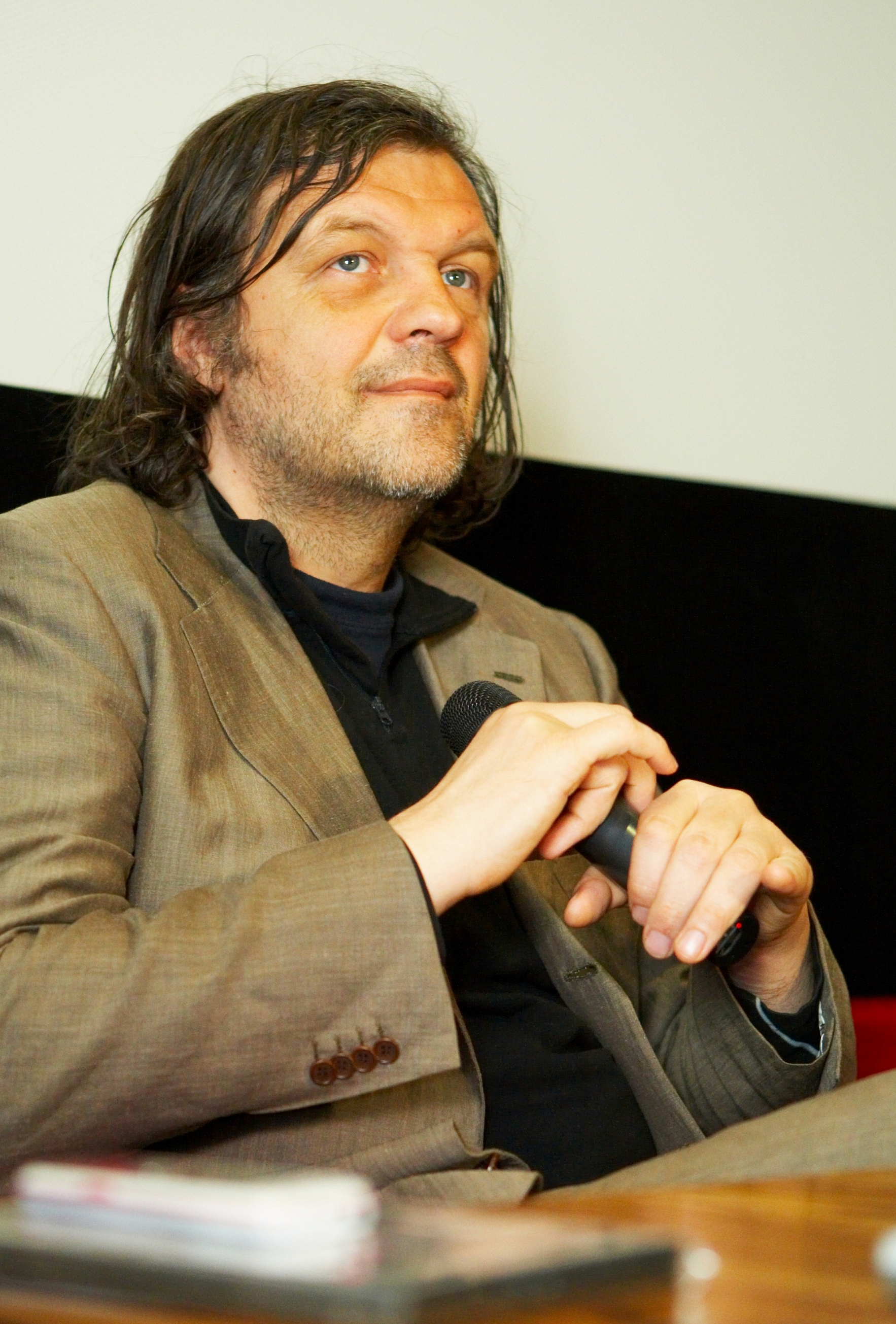
Luna Papa est souvent comparé aux films d'Emir Kusturica (ici en 2009), lequel a par ailleurs présidé le jury de la Mostra de Venise l'année où Luna Papa a été sélectionné (hors compétition).

Le réalisateur opte pour un ton à la fois tragi-comique,,, burlesque, lyrique et surréaliste,, créant un univers baroque, avec ses nombreux détails dans l'image et son grand nombre de péripéties où se côtoient gags et drames. Dans un ouvrage sur le cinéma asiatique publié en 2008, Tom Vick considère que Luna Papa aborde la société post-soviétique d'Asie centrale avec une tonalité qu'il qualifie de « fantaisie sombre »,.
Faire raconter l'histoire par l'enfant qui n'est pas encore né est, selon Khudojnazarov, « une solution pour permettre de rentrer facilement dans l'univers détraqué du film » et donc proposer « une histoire simple, à hauteur de nourrisson ». Il parle aussi de  « réalisme fantastique » car, selon lui, les enfants appréhendent la réalité de façon fantastique, comme lorsque lui-même, étant enfant, s'imaginait qu'un ascenseur pouvait sortir du toit pour s'envoler. L'incongruité de cette narration justifie l'onirisme du film et lui donne une certaine cohérence. Pour le réalisateur, « la fantaisie, c’est la simplicité et le rythme est la chose la plus importante dans un film ». Malgré la folie des personnages, ceux-ci ne sont pas caricaturaux et le réalisateur les traite avec tendresse.
Le film est souvent comparé aux films d'Emir Kusturica,,,,,,,, particulièrement à Chat noir, chat blanc,, mais aussi au Temps des Gitans, valant même à Khudojnazarov le surnom de « Kusturica d'Asie centrale », alors que certains critiques utilisent des néologismes comme « Kusturicacerie » ou « kusturicien »,. Khudojnazarov apporte une explication simple à ce rapprochement : « On travaille dans le même genre, la tragi-comédie ». Mais il revendique plus d'influences littéraires que cinématographiques. La comparaison vient d'ailleurs aussi du réalisme magique, terme qui concerne tout autant Kusturica que García Márquez, dont Khudojnazarov revendique l'influence. D'autre part, le réalisateur tadjike a moins tendance à plaquer un discours idéologique sur ses films que le cinéaste serbe et il se focalise plus sur ses personnages féminins que ne le fait Kusturica. Interrogé sur ce point, le scénariste Irakli Kvirikadze rejette catégoriquement toute comparaison avec Kusturica et nie une éventuelle inspiration. La critique russe Larissa Youssipova note par ailleurs qu'il ne serait pas crédible d'accuser Luna Papa de plagier Chat noir, chat blanc puisque ces deux productions sont contemporaines l'une de l'autre.
Hormis cette régulière comparaison avec Kusturica, la critique établit de nombreux parallèles entre Luna Papa et d'autres créations antérieures, qu'elles soient cinématographiques ou non. Le rapprochement avec le style de Federico Fellini est l'un des plus courants,,,, par exemple avec le film Amarcord. Quelques critiques évoquent également l'œuvre d'un autre Italien, Pietro Germi, notamment son film Séduite et Abandonnée. Certains font aussi référence aux Monty Python,, comparaison reprise par le distributeur allemand. Le genre du road movie est également cité par de nombreux critiques,,,,,,.

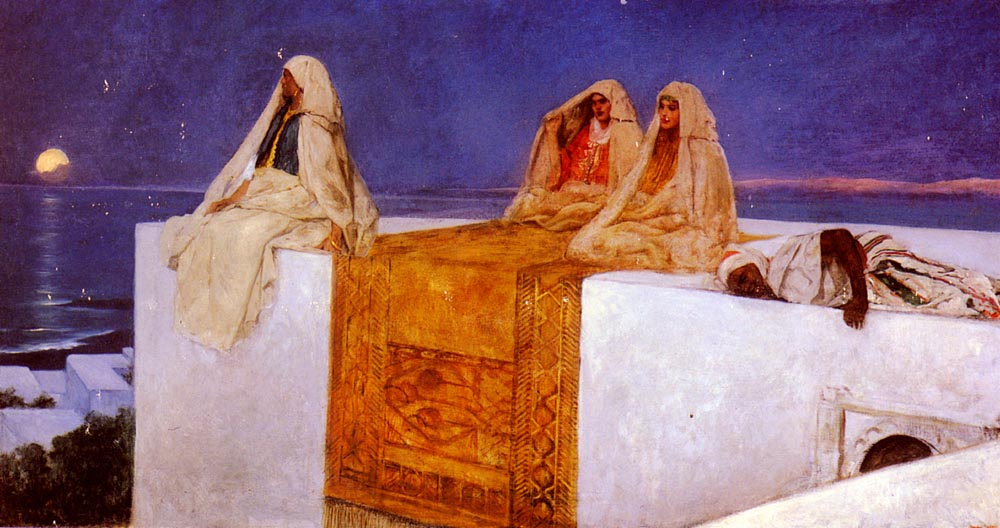
Luna Papa est souvent qualifié de conte et parfois comparé à ceux des Mille et Une Nuits, ici représentés dans une peinture de Benjamin-Constant où l'on voit une pleine lune.

La journaliste française Élodie Lepage souligne que le film respecte aussi les codes du conte puisqu'il « se situe dans un pays où l'on n'arrive jamais puisqu'il n'existe pas » et qu'« il se produit des événements bizarres mais qui ne choquent pas plus que ça ». D'autres critiques comparent le film à l'univers des contes,,,, les Allemands Jan Distelmeyer et Philipp Bühler et la Française Michèle Levieux évoquant plus précisément Les Mille et Une Nuits. Distelmeyer précise que la scène où la vache tombe du ciel, qu'il rapproche de la pluie de grenouilles dans Magnolia, sorti peu de temps avant, apporte « l'idée d'une puissance supérieure »,. Bühler note pour sa part le parallèle entre la vache qui tombe, le toit volant et les tapis volants.
Certains critiques font appel à des rapprochements hétéroclites pour décrire le style du film. Michèle Levieux considère que celui-ci « oscille entre Boris Barnett [sic], Pietro Germi et le cinéma "Bolchoï style" (à grande mise en scène) tadjik ou indien, entre eastern et road movie ». Jan Distelmeyer voit dans Luna Papa une sorte d'hybride entre Kusturica, les Monty Python et Václav Vorlíček. L'Italien Alberto Crespi rapproche le film de Kusturica et de Fellini mais aussi des écrivains García Márquez et Aïtmatov, et de cinéastes caucasiens comme Danielia, Abouladze ou Paradjanov. L'Américain Peter Keough considère que certains aspects ressemblent à ce qu'aurait pu être un clip de Björk réalisé par Fellini. Le Québécois André Roy décrit « un film picaresque délirant (une sorte de road movie hallucinatoire) », qualifié de « kaléidoscope surréaliste, lorgnant vers ce qu’on pourrait nommer un réalisme fantastique, un peu à la manière kusturicienne », tout en remarquant que les « nombreuses scènes d'envol et de chute » en font un « rêve icarien ». Time Out London situe le film dans « un terrain nébuleux entre La Luna de Bertolucci et un conte centre-asiatique » tout en citant aussi Kusturica.
De son côté, l'actrice Chulpan Khamatova rapproche le style de Khudojnazarov des peintures de Marc Chagall et estime qu'il est nécessaire de regarder Luna Papa plusieurs fois car il contient de nombreux détails dans le plan. Le critique italien Silvio Danese évoque lui aussi l'œuvre de Chagall.

### Thèmes, symboles et messages

#### Figure du père

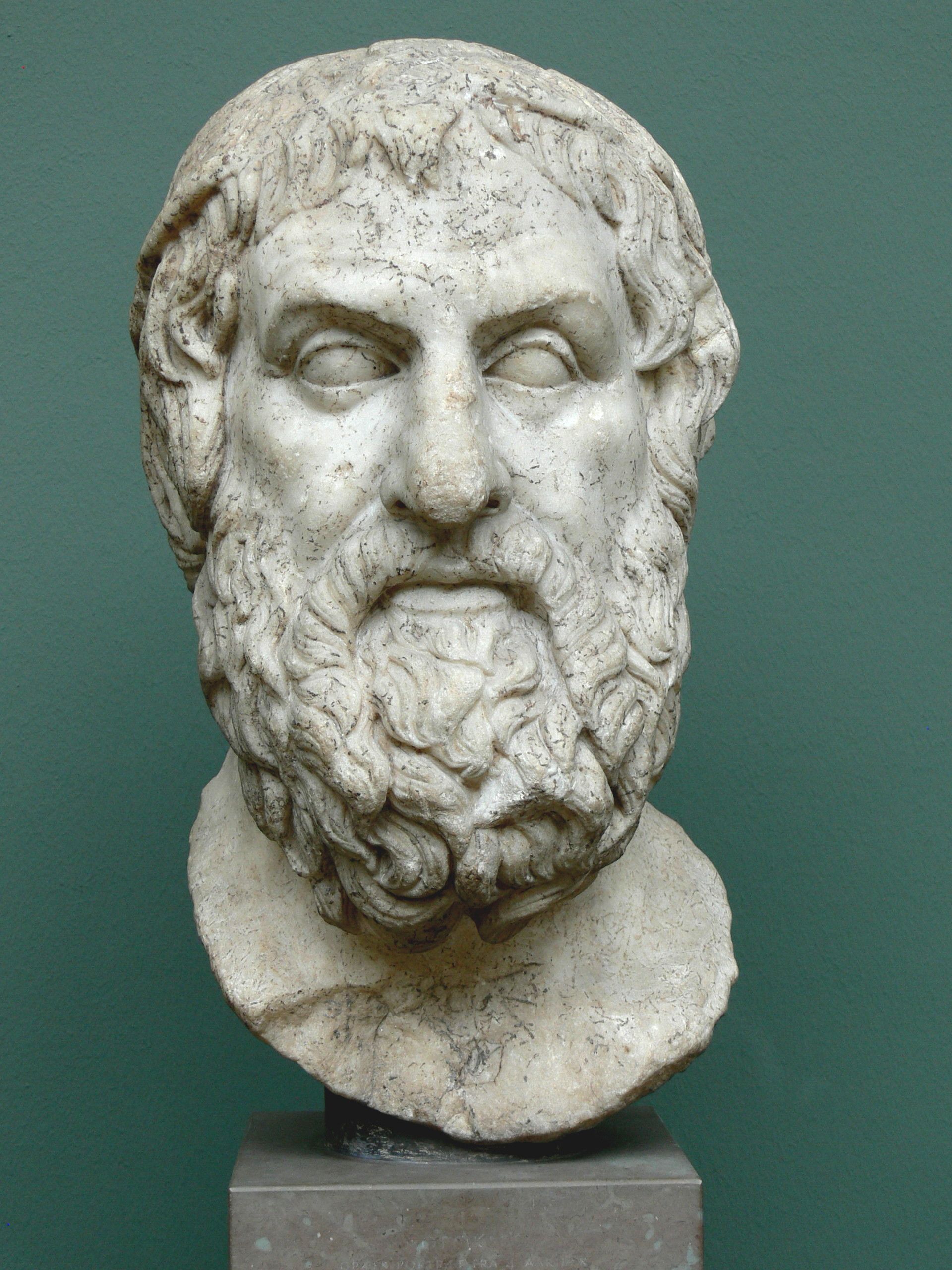
Pour le thème central de la recherche du père, Khudojnazarov considère que son film fait référence à la tragédie Œdipe roi de Sophocle.

La recherche du père est évidemment le thème central de Luna Papa, qui fait symboliquement référence à Œdipe roi de Sophocle selon le réalisateur. Pour Khudojnazarov, ce père est « déifié, au sens de grand ordonnateur de la vie [puis il] redevient très vite un homme comme les autres ». Kvirikadze remarque pour sa part que le père de Mamlakat fait face à une pression sociale courante, notamment dans les pays du Sud, et doit défendre l'honneur familial pour éviter d'« être la risée de son village »,. Khudojnazarov considère toutefois que l'histoire de Mamlakat pourrait tout aussi bien se dérouler dans un pays occidental, même si ce sujet serait sans doute abordé avec un style différent.
Par la narration, l'embryon participe aussi à cette recherche du père. Selon le réalisateur, le film « raconte le monde avec les yeux d'un enfant qui n'est pas encore né, l'amour d'une mère pour son fils, de la Sainte Vierge pour son sauveur, de la femme pour son mari, du filet pour le poisson, du ver pour les pommes, d'Icare pour le soleil, des gens tristes pour les gens drôles, de Mamlakat pour son Papa Lune ». La journaliste française Élodie Lepage explique ainsi le titre du film : « les bébés n'ont peut-être pas de père, à moins que ce ne soit la Lune ».

#### Asie centrale: géopolitique, histoire et multiculturalisme
Le village imaginaire du film, que Khudojnazarov décrit comme une « ville-mosaïque », permet quant à lui de poser la question de ce qu'est la patrie. Pour le réalisateur, c'est « tout sauf une notion géopolitique » et, avec ce film, il se demande si la patrie n'est pas plutôt une maison, un groupe d'amis ou même le ventre de la mère. Le nom du personnage principal, Mamlakat, renforce cette dernière idée puisqu'il signifie « mère patrie » en tadjik,. En outre, pour Khudojnazarov, Luna Papa « témoigne du bordel qui règne dans cette région du monde » qu'est l'Asie centrale. Le personnage de Nasreddin est l'incarnation symbolique des troubles et conflits de cette région.
Pourtant, son film permet aussi de fantasmer sur une Asie centrale unifiée. Khudojnazarov étant lui-même d'une génération qui a connu la période soviétique, durant laquelle les frontières entre les pays actuels n'existaient pas, il considère que la disparition de l'URSS comme « quelque chose de douloureux » et il regrette que « tout le monde se réfère aux liens du sang » désormais alors que, avant 1991, chacun définissait plutôt son identité par sa ville d'origine que par une nation ou un peuple. Selon Khudojnazarov, cette tendance à mettre en avant une nationalité ou une origine ethnique est inquiétante : « C'est comme ça qu'on transforme des êtres civilisés en troupeaux sanguinaires qui attaquent d'autres troupeaux sans savoir pourquoi ». C'est pour cela qu'il considère que son film « n'est ni ouzbek, ni tadjik » mais « centre-asiatique ».

Face à la diversité ethno-linguistique de l'Asie centrale post-soviétique, le film de Khudojnazarov revendique à la fois unité et multiculturalisme.

Le choix du russe comme langue principale du film traduit à la fois une nostalgie pour la période soviétique et les habitudes de Khudojnazarov qui a étudié dans cette langue, le réalisateur commentant ce choix en citant l'écrivain Sergueï Dovlatov : « Je suis russe par ma profession ». En fait, Khudojnazarov est né dans une famille russo-tadjike. Cette double filiation et son installation ultérieure en Europe ont eu une influence sur son œuvre : il définit Luna Papa comme « un film métisse » car il se considère « métissé [lui]-même » et affirme qu'il « [s]e sen[t] bien en Asie et bien en Europe ». Ainsi, il dit lui-même avoir « toujours mélangé les cultures, les mentalités, les gens de la montagne et ceux de la steppe ». Dans Luna Papa, l'utilisation du tadjik et de l'ouzbek comme langues secondaires aux côtés du russe reflète cette volonté d'ouverture multiculturelle : « Les personnages passent d'une langue à l'autre, comme dans la vie ».
Selon le cinéaste, cette volonté d'unifier l'Asie centrale est un aspect qui « enflamme » son film car il considère que c'est « un raisonnement logique car nécessaire aujourd'hui », mais aussi une question de « mémoire car cela a eu lieu par le passé » et également un « rêve car cela sera à nouveau le cas un jour »,. Le lac Kaïrakkoum où a été tourné le film, près des frontières du Tadjikistan avec l'Ouzbékistan et le Kirghizistan, est symbolique de cette unité centre-asiatique,. En outre, le caractère international de l'équipe et de la coproduction renforce le « mélange parodique de valeurs traditionnelles, soviétique et post-soviétiques » que l'on retrouve dans le film. Cet aspect international et post-soviétique se retrouve aussi dans l'enjeu principal du scénario puisque Mamlakat est en fait enceinte d'un Russe. De façon générale, le film illustre la coexistence et l'opposition entre traditions et modernité dans une société comme le Tadjikistan post-soviétique,.

#### Nature: animaux et paysages
La présence d'animaux est associée à divers sentiments qu'ils symbolisent, comme l'angoisse, la joie ou l'absurde. Par leur côté partiellement incontrôlable, ils donnent aussi « de l'énergie au film » selon le réalisateur. Quant aux paysages arides, ils peuvent être vus comme une « vision post-moderne et post-apocalyptique de la vie tadjike moderne »,.

### Importance et postérité

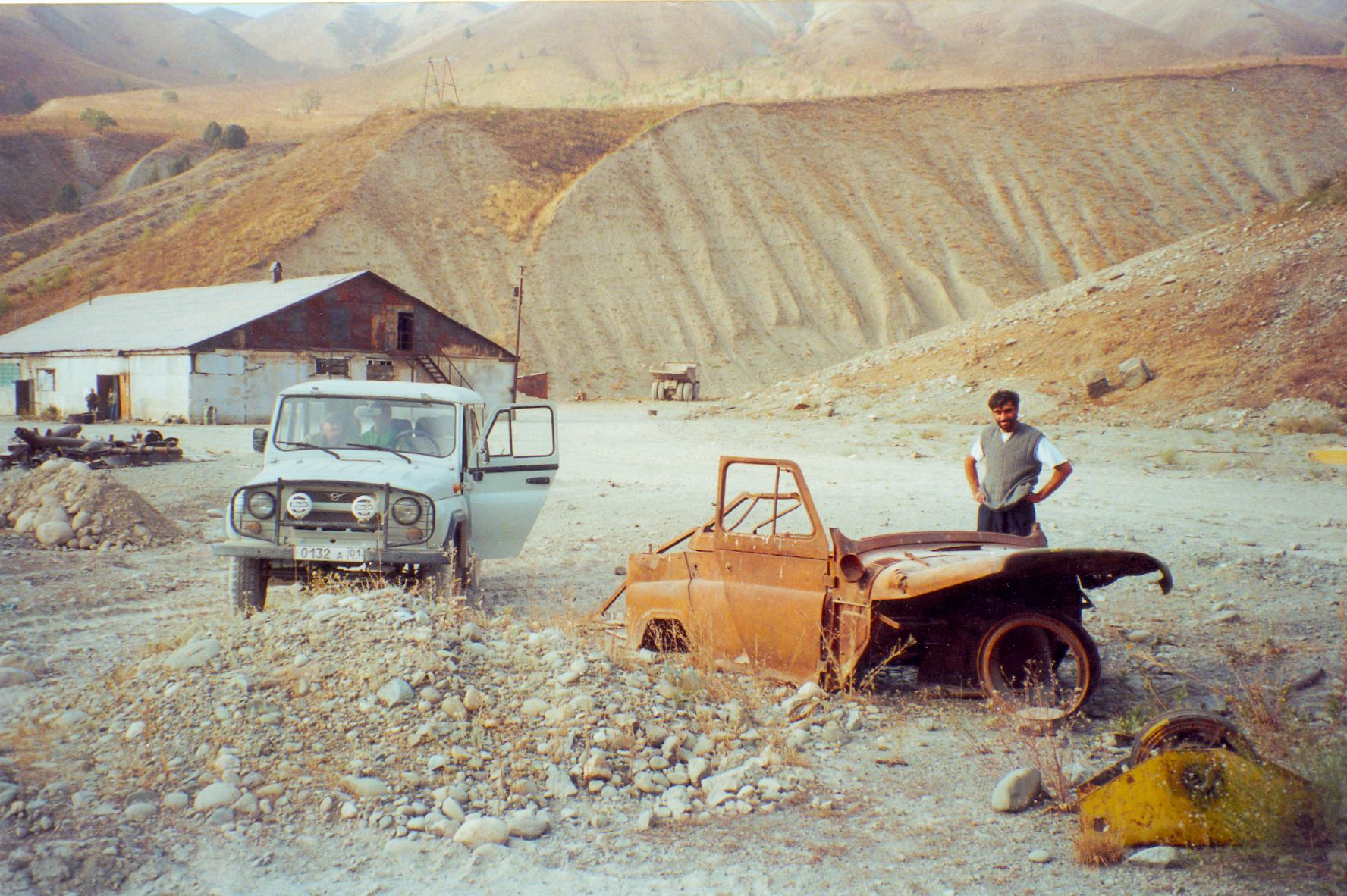
Le film a été un évènement pour le Tadjikistan, pays d'origine du réalisateur, qui a connu une guerre civile après l'indépendance (1992-1997).

Ce film contribue beaucoup à la notoriété de son réalisateur,, dont il est le plus grand succès international,,,. Khudojnazarov considérait Luna Papa comme le premier volet d'une « trilogie eurasiatique » qui s'est poursuivie en 2012 avec En attendant la mer (В ожидании моря), film se déroulant dans un décor similaire, et qui devait se clore avec un projet intitulé Le Poisson vivant (Живая рыба). Cette trilogie est restée inachevée à la suite du décès de Khudojnazarov en 2015.
Luna Papa peut aussi être considéré comme l'un des films d'Asie centrale les plus connus mondialement. Par exemple, le guide Lonely Planet sur l'Asie centrale, qui remarque que le cinéma de cette région manque généralement de notoriété internationale, cite Luna Papa en tête d'une courte liste de recommandations. D'autre part, dans l'ouvrage Cultures and Globalization: The Cultural Economy (2008), Florent Le Duc donne seulement trois exemples, dont Luna Papa, lorsqu'il évoque la nouvelle génération de cinéastes d'Asie centrale qui a émergé dans un contexte d'adaptation aux réalités post-soviétiques.
La création et la projection d'un tel film ont été vécues comme un évènement au Tadjikistan. Ce projet important a en effet permis aux moyens cinématographiques nationaux d'être réactivés après une période de quasi inactivité. Plus largement, le tournage a eu des effets positifs sur l'économie locale, dans un pays bouleversé à la fois par les conséquences socio-économiques de la dislocation de l'URSS et par la guerre civile des années 1990. Ainsi, Luna Papa a été vu comme un espoir de renaissance du cinéma tadjik post-soviétique et de celui de l'Asie centrale en général.
Le chercheur américain Randall Halle, notamment spécialiste du cinéma allemand, relativise l'importance de ce film pour le Tadjikistan, du moins d'un point de vue économique. Il utilise Luna Papa comme l'un des exemples typiques de films qu'il qualifie de « quasi-nationaux », c'est-à-dire des œuvres qui sont souvent considérées comme appartenant à un « world cinema (en) » alors même que leur financement vient essentiellement de fonds européens. Il montre que, dans un cas comme Luna Papa, l'influence européenne est limitée d'un point de vue stylistique, notant que la performance de Moritz Bleibtreu ne permet même pas de se rendre compte qu'il est allemand, mais que le Tadjikistan a peu contribué à la production du film et s'est surtout contenté d'être un lieu de tournage. Il estime aussi que la distribution du film dans les festivals internationaux suggère qu'il a été réalisé avant tout pour un public européen. Ainsi, Halle oppose ces films « quasi-nationaux » aux films « transculturels » car les premiers peuvent apparaître comme typiques de la culture dont ils sont censés être originaires mais que cela « masque la complexité de [leurs] base[s] économique[s] »,.
Luna Papa a ensuite été sélectionné dans plusieurs rétrospectives. En 2004, lors des 20 ans du Fonds Sud Cinéma, l'Institut français a choisi Luna Papa parmi une liste de 8 films aidés, édités pour l'occasion dans une collection de DVD destinés à la diffusion dans le cadre de festivals ou d'autres évènements culturels. En 2008, le Festival des trois continents de Nantes a projeté à nouveau Luna Papa dans le cadre des « 30 ans de Montgolfières d'or ». En mai 2014, pour rendre hommage à Karl Baumgartner, décédé le 18 mars de la même année, le musée du film allemand de Francfort a programmé douze films qu'il avait produits, dont Luna Papa. Le film fait aussi partie de la sélection du festival Univerciné russe de Nantes en 2017.
Par ailleurs, la réalisatrice japonaise Lisa Takeba cite Luna Papa parmi les films qui ont influencé son travail. L'Allemand Veit Helmer, dont le film Tuvalu est également interprété par Chulpan Khamatova et a été distribué presque en même temps que Luna Papa, évoque plus largement l'influence de Khudojnazarov, avec qui il était ami, pour la réalisation de ses propres films.

#### Citations originales
1. ↑  (ru) « Что-то легкое, веселое, недорогое. »
2. ↑  (ru) « Я читаю, мне многое непонятно. Они говорят: это будет вот так — весело и жизнерадостно, ярко до безумия, даже жирно ярко. Я говорю: интересно, давайте. »
3. ↑  (de) « eine rekordverdächtige Vielzahl von internationalen Koproduzenten, Partnern und Fördergremien » puis « Das riecht verdächtig nach Euro- oder gar Globalpudding. »
4. ↑  (ru) « Прожив там достаточно долго, я полюбил тамошних людей, в них много тепла, уважения и терпимости друг к другу,— больше, чем на Западе »
5. ↑  (de) « Ich hatte im Film sogar mehr Text, als ursprünglich im Drehbuch vorgesehen. »
6. ↑  (de) « Du darfst dich nicht mit Sicherheitslösungen zufrieden geben, sondern musst dich auf solche Herausforderungen einlassen. Das ist überhaupt das Wichtigste für einen Schauspieler: Er muss sich die Hände schmutzig machen »
7. ↑  (en) « A local score from Tadjik musician Daler Nasarov has a folk-rock feel. »
8. ↑  (en) « Khudojnazarov uses less music than Kusturica who tends to overdo the soundtrack and even has musicians wandering through the films. »
9. ↑  (de) « tragikomischen Roadmovie »
10. ↑  (de) « faszinierende Landschaft »
11. ↑  (de) « Sie spielt mit schönen großen Augen und Gesten stummfilmhaft ungebärdig »
12. ↑  (de) « eine große Nebenrolle eingebracht hat, fügt sich hervorragend ein in die obskure Seelenlandschaft des Films »
13. ↑  (de) « Idealisiert wird hier nichts »
14. ↑  (de) « Khudojnazarows Osten ist noch östlicher und auch noch ein wenig wilder als Kusturicas europäischer Osten. »
15. ↑  (de) « ein anarchisches Märchen von der Liebe. »
16. ↑  (de) « Dass eine neue Poesie im Film gerade aus den sich auflösenden ehemaligen Sowjetrepubliken kommt, ist nicht von ungefähr. Wo nichts mehr einem Gesetz unterliegt, da ist auch die Fantasie entfesselt. Erst in der Abgrenzung von einer tristen und rauen Welt kann eine neue magische Wirklichkeit entstehen. »
17. ↑  (de) « das reine Wunder. »
18. ↑  (de) « Mamlakats Empfängnis gibt einen Vorgeschmack auf den überbordenden Bilderreichtum von "Luna Papa" - und dessen widerborstigen Sinn. »
19. ↑  (de) « Eher schon ist "Luna Papa" ein kunstvolles Mosaik. »
20. ↑  (de) « Doch mehr als eine geografische ist "Luna Papa" eine Reise ins Land der Fantasie. »
21. ↑  (ru) « колоритна, фольклорна, умна и смешна »
22. ↑  (ru) « Фильм настолько своеобразен и самобытен, что почти невозможно передать словами, чем же он так привлекает. »
23. ↑  (ru) « Правда, когда лунный родитель в конце концов найден (им оказывается герой Николая Фоменко - кто б сомневался) , выясняется, что этот сюжет как раз далеко не главный. А главное - история борьбы со вселенским злом, воплощенным в ханжестве и нетерпимости населения городка, где живет прекрасная Мамлакат. »
24. ↑  (ru) « представляет собой именно такого рода синтетический мультикультурный продукт, крайне любопытный даже не с точки зрения художественного результата »
25. ↑  (ru) « декоративную фантасмагорию »
26. ↑  (ru) « Этот глубинный авторский пессимизм отчетливо диссонирует с эстетикой баек, гэгов и анекдотов. »
27. ↑  (ru) « критический снобизм »
28. ↑  (ru) « в фильме Б.Худойназарова вы выступаете уже как характерная актриса, умеющая создавать этакий нежный гротеск »
29. ↑  (it) « avventure scatenate nel deserto asiatico, rapimenti e inseguimenti, folklore e modernità, trama ingarbugliata ma capace di scorrere con fluidità »
30. ↑  (it) « Un film che sa stupire senza essere cerebrale »
31. ↑  (it) « la possibilità di fare ancora cinema che non abbia le scansioni tipiche del modello dominante (quello americano) »
32. ↑  (it) « un pianeta che per noi, abitanti della galassia Hollywood/Cinecittà, è alieno. »
33. ↑  (it) « una serie di panorami bellissimi, affidati al talento visionario di Bakhtiar Khudojnazarov. »
34. ↑  (it) « aerei in volo come uccelli chagalliani. »
35. ↑  (it) « Appesantito da diverse ripetizioni nella prima parte »
36. ↑  (it) « un gran finale come certi can-can che ti sfiniscono prima di farti volare »
37. ↑  (it) « Road movie bizzarro e movimentato, 'Luna Papa' paga da subito il suo tributo ad Emir Kusturica e al suo tentativo di fare un cinema dove caos, movimento e incertezza programmatica fra realismo e 'magismo' diventino elementi poetici ed estetici irrinunciabili. »
38. ↑  (pt) « uma nova espécie de Monty Python’s »
39. ↑  (pt) « uma das coqueluche nos circuitos de arte & ensaio »
40. 1 2  (en) « Even before the not-very-special effects take over at the climax, the visual poetry of his previous films has been eclipsed by the clichés of roistering 'magic realism' in the Kusturica manner. »
41. ↑  (en) « delightful tragicomic tale »
42. ↑  (en) « Western-financed production values well serve this modern folk tale, told with humorous verve and some anger by young Tadjikistan helmer Bakhtiar Khudojnazarov »
43. ↑  (en) « One of the most surreal ideas that Khudojnazarov and co-scripter Irakli Kwirikadze had was to mix traditional culture, fabled cities and folk costumes with the violent postmodern world »
44. ↑  (en) « As brother Nasreddin, Bleibtreu communicates the troubling dignity of war veterans who have seen more than they can ever recount »
45. ↑  (en) « Khamatova embodies the impossible contradictions of love for life and acceptance of its tragic side. »
46. ↑  (en) « Her sparkling, on-key perf is one of pic’s major pluses. »
47. ↑  (en) « Lensing is credited to four cinematographers, but pic sports a fairly unified look nonetheless. »
48. ↑  (en) « they [..] behave with such operatic excess that it gets exhausting after about 10 minutes. »
49. ↑  (en) « Had Khudojnazarov toned down the fabulizing a notch, this might have succeeded as an absurdist allegory or black comic satire. »
50. ↑  (en) « In a country as benighted as Tajikistan, no doubt, with its deserts, its poverty, and its roving gangs of bandits in uniform and out, such artifice goes a long way toward making life tolerable. »
51. ↑  (en) « The only way to describe the movie is "Kusturican": it's similar to the Bosnian born director, Emir Kusturica's films, particularly Black Cat, White Cat. »
52. ↑  (en) « Near the beginning of Luna Papa, Nesreddin looks at a fish frozen in a bock of ice, but the film is anything but frozen. »
53. ↑  (en) « Change is a period of uncertainty, of fear, but in Luna Papa the waiting for birth/rebirth is one of comedy, the kind of drollery that gets its force from chaos. »
54. ↑  (en) « If ever there were a comedy of optimism, one capable of getting off on a material and emotional over-abundance, then this is it. »
55. ↑  (ru) « За гармонию и поэтику киноязыка »
56. ↑  (ru) « За магию кино »
57. ↑  (en) « Stylistically very different from Schizo, Luna Papa ( 1999), by Tajikistan's Bakhtiar Khudojnazarov, also addresses the lawlessness and confusion of post-Soviet life in central Asia, but in a tone that can best be described as dark whimsy »
58. ↑  (de) « Hier brach etwas von oben herein, das beides war: eine in dieser Form fast höhnische Absurdität und gleichzeitig die Idee einer höheren Macht, die Gott heißen könnte und in jedem Fall Heilung, Gnade und das Gute möglich macht. »
59. ↑  (en) « the director seems to be aiming for some nebulous ground between Bertolucci's La Luna and a Central Asian folktale. »
60. ↑  (ru) « Отец это делает, потому что не хочет быть посмешищем в своей деревне. Ситуация, универсальная для всех южных стран. Вечная проблема — честь семьи. »
61. ↑  (en) « It is logical reasoning because it is necessary today. It is my memory because it already happened in the past. And it is my dream because it will happen again one day, I am sure. These are the three turning points that ignite my film. »
62. ↑  (en) « Khudojnazarov assembled an international cast et worked with production groups from seven countries, which compliment his parodic blending of traditional, Soviet and post-Soviet values in the film. »
63. ↑  (en) « Luna Papa (1999) is a film cast against the barren landscapes of Central Asia to evoke a post-modern and post-apocalyptic view of modern Tajik life. »
64. ↑  (en) « The quasi-national film, by contrast to the transcultural film, establishes a narrative that focuses on a unique and nationally homogeneous setting, thereby masking the complexity of its economic base. »